# 2014 NBA Playoffs
2014 NBA Playoffs – posezonowe rozgrywki ligi NBA sezonu 2013/14. Rozgrywki rozpoczęły się 19 kwietnia, a zakończyły 15 czerwca. W finale San Antonio Spurs pokonali Miami Heat 4–1 i zostali mistrzami NBA. MVP finałów został zawodnik San Antonio Kawhi Leonard.
Obrońcą tytułu była drużyna Miami Heat.
San Antonio Spurs zakwalifikowali się do fazy play-off po raz siedemnasty z rzędu. Toronto Raptors i Washington Wizards występują w play-off po raz pierwszy od 2008 roku, natomiast Charlotte Bobcats po raz pierwszy od 2010 roku. Wszystkie trzy drużyny ze stanu Teksas znalazły się w pozasezonowych rozgrywkach po raz pierwszy od 2010 roku. Po raz drugi w historii NBA Los Angeles Lakers i New York Knicks nie zakwalifikowały się do play-off w tym samym roku. Pierwszy raz w historii w jednym roku zabraknie w fazie play-off drużyn Los Angeles Lakers, New York Knicks i Boston Celtics.

## Zakwalifikowane drużyny

### Konferencja Wschodnia
| Lp. | Drużyna            | Sezon zasadniczy |
| --- | ------------------ | ---------------- |
| 1   | Indiana Pacers     | 56-26            |
| 2   | Miami Heat         | 54-28            |
| 3   | Toronto Raptors    | 48-34            |
| 4   | Chicago Bulls      | 48-34            |
| 5   | Washington Wizards | 44-38            |
| 6   | Brooklyn Nets      | 44-38            |
| 7   | Charlotte Bobcats  | 43-39            |
| 8   | Atlanta Hawks      | 38-44            |

### Konferencja Zachodnia
| Lp. | Drużyna                | Sezon zasadniczy |
| --- | ---------------------- | ---------------- |
| 1   | San Antonio Spurs      | 62-20            |
| 2   | Oklahoma City Thunder  | 59-23            |
| 3   | Los Angeles Clippers   | 57-25            |
| 4   | Houston Rockets        | 54-28            |
| 5   | Portland Trail Blazers | 54-28            |
| 6   | Golden State Warriors  | 51-31            |
| 7   | Memphis Grizzlies      | 50-32            |
| 8   | Dallas Mavericks       | 49-33            |

## Drabinka rozgrywek
|  |                          |                          |                          |                        |   |                       |                       |                       |  |  |                    |                    |                    |  |  |           |           |           |
|  | Ćwierćfinały Konferencji | Ćwierćfinały Konferencji | Ćwierćfinały Konferencji |                        |   | Półfinały Konferencji | Półfinały Konferencji | Półfinały Konferencji |  |  | Finały Konferencji | Finały Konferencji | Finały Konferencji |  |  | Finał NBA | Finał NBA | Finał NBA |
|  | Ćwierćfinały Konferencji | Ćwierćfinały Konferencji | Ćwierćfinały Konferencji |                        |   | Półfinały Konferencji | Półfinały Konferencji | Półfinały Konferencji |  |  | Finały Konferencji | Finały Konferencji | Finały Konferencji |  |  | Finał NBA | Finał NBA | Finał NBA |
|  |                          |                          |                          |                        |   |                       |                       |                       |  |  |                    |                    |                    |  |  |           |           |           |
|  |                          |                          |                          |                        |   |                       |                       |                       |  |  |                    |                    |                    |  |  |           |           |           |
|  | 1                        | Indiana Pacers           | 4                        |                        |   |                       |                       |                       |  |  |                    |                    |                    |  |  |           |           |           |
|  | 1                        | Indiana Pacers           | 4                        |                        |   |                       |                       |                       |  |  |                    |                    |                    |  |  |           |           |           |
|  | 8                        | Atlanta Hawks            | 3                        |                        |   |                       |                       |                       |  |  |                    |                    |                    |  |  |           |           |           |
|  | 8                        | Atlanta Hawks            | 3                        |                        |   | 1                     | Indiana Pacers        | 4                     |  |  |                    |                    |                    |  |  |           |           |           |
|  |                          |                          |                          |                        |   | 1                     | Indiana Pacers        | 4                     |  |  |                    |                    |                    |  |  |           |           |           |
|  |                          |                          | 5                        | Washington Wizards     | 2 |                       |                       |                       |  |  |                    |                    |                    |  |  |           |           |           |
|  | 4                        | Chicago Bulls            | 5                        | Washington Wizards     | 2 | 1                     |                       |                       |  |  |                    |                    |                    |  |  |           |           |           |
|  | 4                        | Chicago Bulls            |                          |                        |   |                       |                       |                       |  |  |                    |                    |                    |  |  |           |           |           |
|  | 5                        | Washington Wizards       | 4                        |                        |   |                       |                       |                       |  |  |                    |                    |                    |  |  |           |           |           |
|  | 5                        | Washington Wizards       | 4                        |                        |   | 1                     | Indiana Pacers        | 2                     |  |  |                    |                    |                    |  |  |           |           |           |
|  |                          |                          |                          |                        |   |                       |                       |                       |  |  |                    |                    |                    |  |  |           |           |           |
|  |                          |                          | 2                        | Miami Heat             | 4 |                       |                       |                       |  |  |                    |                    |                    |  |  |           |           |           |
|  | 2                        | Miami Heat               | 2                        | Miami Heat             | 4 | 4                     |                       |                       |  |  |                    |                    |                    |  |  |           |           |           |
|  | 2                        | Miami Heat               |                          |                        |   |                       |                       |                       |  |  |                    |                    |                    |  |  |           |           |           |
|  | 7                        | Charlotte Bobcats        | 0                        |                        |   |                       |                       |                       |  |  |                    |                    |                    |  |  |           |           |           |
|  | 7                        | Charlotte Bobcats        | 0                        |                        |   | 2                     | Miami Heat            | 4                     |  |  |                    |                    |                    |  |  |           |           |           |
|  |                          |                          |                          |                        |   | 2                     | Miami Heat            | 4                     |  |  |                    |                    |                    |  |  |           |           |           |
|  |                          |                          | 6                        | Brooklyn Nets          | 1 |                       |                       |                       |  |  |                    |                    |                    |  |  |           |           |           |
|  | 3                        | Toronto Raptors          | 6                        | Brooklyn Nets          | 1 | 3                     |                       |                       |  |  |                    |                    |                    |  |  |           |           |           |
|  | 3                        | Toronto Raptors          |                          |                        |   |                       |                       |                       |  |  |                    |                    |                    |  |  |           |           |           |
|  | 6                        | Brooklyn Nets            | 4                        |                        |   |                       |                       |                       |  |  |                    |                    |                    |  |  |           |           |           |
|  | 6                        | Brooklyn Nets            | 4                        |                        |   | W2                    | Miami Heat            | 1                     |  |  |                    |                    |                    |  |  |           |           |           |
|  |                          |                          |                          |                        |   |                       |                       |                       |  |  |                    |                    |                    |  |  |           |           |           |
|  |                          |                          | Z1                       | San Antonio Spurs      | 4 |                       |                       |                       |  |  |                    |                    |                    |  |  |           |           |           |
|  | 1                        | San Antonio Spurs        | Z1                       | San Antonio Spurs      | 4 | 4                     |                       |                       |  |  |                    |                    |                    |  |  |           |           |           |
|  | 1                        | San Antonio Spurs        |                          |                        |   |                       |                       |                       |  |  |                    |                    |                    |  |  |           |           |           |
|  | 8                        | Dallas Mavericks         | 3                        |                        |   |                       |                       |                       |  |  |                    |                    |                    |  |  |           |           |           |
|  | 8                        | Dallas Mavericks         | 3                        |                        |   | 1                     | San Antonio Spurs     | 4                     |  |  |                    |                    |                    |  |  |           |           |           |
|  |                          |                          |                          |                        |   | 1                     | San Antonio Spurs     | 4                     |  |  |                    |                    |                    |  |  |           |           |           |
|  |                          |                          | 5                        | Portland Trail Blazers | 1 |                       |                       |                       |  |  |                    |                    |                    |  |  |           |           |           |
|  | 4                        | Houston Rockets          | 5                        | Portland Trail Blazers | 1 | 2                     |                       |                       |  |  |                    |                    |                    |  |  |           |           |           |
|  | 4                        | Houston Rockets          |                          |                        |   |                       |                       |                       |  |  |                    |                    |                    |  |  |           |           |           |
|  | 5                        | Portland Trail Blazers   | 4                        |                        |   |                       |                       |                       |  |  |                    |                    |                    |  |  |           |           |           |
|  | 5                        | Portland Trail Blazers   | 4                        |                        |   | 1                     | San Antonio Spurs     | 4                     |  |  |                    |                    |                    |  |  |           |           |           |
|  |                          |                          |                          |                        |   |                       |                       |                       |  |  |                    |                    |                    |  |  |           |           |           |
|  |                          |                          | 2                        | Oklahoma City Thunder  | 2 |                       |                       |                       |  |  |                    |                    |                    |  |  |           |           |           |
|  | 2                        | Oklahoma City            | 2                        | Oklahoma City Thunder  | 2 | 4                     |                       |                       |  |  |                    |                    |                    |  |  |           |           |           |
|  | 2                        | Oklahoma City            |                          |                        |   |                       |                       |                       |  |  |                    |                    |                    |  |  |           |           |           |
|  | 7                        | Memphis Grizzlies        | 3                        |                        |   |                       |                       |                       |  |  |                    |                    |                    |  |  |           |           |           |
|  | 7                        | Memphis Grizzlies        | 3                        |                        |   | 2                     | Oklahoma City         | 4                     |  |  |                    |                    |                    |  |  |           |           |           |
|  |                          |                          |                          |                        |   | 2                     | Oklahoma City         | 4                     |  |  |                    |                    |                    |  |  |           |           |           |
|  |                          |                          | 3                        | Los Angeles Clippers   | 2 |                       |                       |                       |  |  |                    |                    |                    |  |  |           |           |           |
|  | 3                        | Los Angeles Clippers     | 3                        | Los Angeles Clippers   | 2 | 4                     |                       |                       |  |  |                    |                    |                    |  |  |           |           |           |
|  | 3                        | Los Angeles Clippers     |                          |                        |   |                       |                       |                       |  |  |                    |                    |                    |  |  |           |           |           |
|  | 6                        | Golden State Warriors    | 3                        |                        |   |                       |                       |                       |  |  |                    |                    |                    |  |  |           |           |           |
|  | 6                        | Golden State Warriors    | 3                        |                        |   |                       |                       |                       |  |  |                    |                    |                    |  |  |           |           |           |
|  |                          |                          |                          |                        |   |                       |                       |                       |  |  |                    |                    |                    |  |  |           |           |           |

## Konferencja Wschodnia
Strefa czasowa UTC-4:00

### Pierwsza runda

#### (1) Indiana Pacers vs. (8) Atlanta Hawks
| 19 kwietnia 19:00 | Raport | Atlanta Hawks 101 – 93 Indiana Pacers                        | Atlanta Hawks 101 – 93 Indiana Pacers | Atlanta Hawks 101 – 93 Indiana Pacers                    |  | Conseco Fieldhouse, Indianapolis, Indiana Widownia: 18 165 Sędziowie: Dan Crawford, James Capers, Josh Tiven | ESPN |
| 19 kwietnia 19:00 | Raport | Rezultaty w kwartach: 28–22, 22–28, 30–16, 21–27             |                                       |                                                          |  | Conseco Fieldhouse, Indianapolis, Indiana Widownia: 18 165 Sędziowie: Dan Crawford, James Capers, Josh Tiven | ESPN |
| 19 kwietnia 19:00 | Raport | Pkt: Jeff Teague 28 Zb: DeMarre Carroll 10 As: Jeff Teague 5 |                                       | Pkt: Paul George 24 Zb: Paul George 10 As: Paul George 5 |  | Conseco Fieldhouse, Indianapolis, Indiana Widownia: 18 165 Sędziowie: Dan Crawford, James Capers, Josh Tiven | ESPN |

| 22 kwietnia 19:00 | Raport | Atlanta Hawks 85 – 101 Indiana Pacers                    | Atlanta Hawks 85 – 101 Indiana Pacers | Atlanta Hawks 85 – 101 Indiana Pacers                           |  | Conseco Fieldhouse, Indianapolis, Indiana Widownia: 18 165 Sędziowie: Ken Mauer, Tony Brown, Marc Davis | TNT |
| 22 kwietnia 19:00 | Raport | Rezultaty w kwartach: 26–21, 26–27, 13–31, 20–22         |                                       |                                                                 |  | Conseco Fieldhouse, Indianapolis, Indiana Widownia: 18 165 Sędziowie: Ken Mauer, Tony Brown, Marc Davis | TNT |
| 22 kwietnia 19:00 | Raport | Pkt: Paul Millsap 19 Zb: Elton Brand 7 As: Jeff Teague 4 |                                       | Pkt: Paul George 27 Zb: Paul George 10 As: George, David West 6 |  | Conseco Fieldhouse, Indianapolis, Indiana Widownia: 18 165 Sędziowie: Ken Mauer, Tony Brown, Marc Davis | TNT |

| 24 kwietnia 19:00 | Raport | Indiana Pacers 85 – 98 Atlanta Hawks                         | Indiana Pacers 85 – 98 Atlanta Hawks | Indiana Pacers 85 – 98 Atlanta Hawks                       |  | Philips Arena, Atlanta, Georgia Widownia: 18 124 Sędziowie: Tony Brothers, Mark Ayotte, Tom Washington | NBA TV |
| 24 kwietnia 19:00 | Raport | Rezultaty w kwartach: 24–24, 14–15, 20–28, 27–31             |                                      |                                                            |  | Philips Arena, Atlanta, Georgia Widownia: 18 124 Sędziowie: Tony Brothers, Mark Ayotte, Tom Washington | NBA TV |
| 24 kwietnia 19:00 | Raport | Pkt: Lance Stephenson 21 Zb: Paul George 14 As: David West 5 |                                      | Pkt: Jeff Teague 22 Zb: Paul Millsap 14 As: Jeff Teague 10 |  | Philips Arena, Atlanta, Georgia Widownia: 18 124 Sędziowie: Tony Brothers, Mark Ayotte, Tom Washington | NBA TV |

| 26 kwietnia 14:00 | Raport | Indiana Pacers 91 – 88 Atlanta Hawks                           | Indiana Pacers 91 – 88 Atlanta Hawks | Indiana Pacers 91 – 88 Atlanta Hawks                     |  | Philips Arena, Atlanta, Georgia Widownia: 19 043 Sędziowie: Scott Foster, Pat Fraher, Bill Kennedy | TNT |
| 26 kwietnia 14:00 | Raport | Rezultaty w kwartach: 29–22, 13–26, 24–17, 25–23               |                                      |                                                          |  | Philips Arena, Atlanta, Georgia Widownia: 19 043 Sędziowie: Scott Foster, Pat Fraher, Bill Kennedy | TNT |
| 26 kwietnia 14:00 | Raport | Pkt: Paul George 24 Zb: Paul George 10 As: Paul George, Hill 5 |                                      | Pkt: Paul Millsap 29 Zb: Kyle Korver 9 As: Jeff Teague 7 |  | Philips Arena, Atlanta, Georgia Widownia: 19 043 Sędziowie: Scott Foster, Pat Fraher, Bill Kennedy | TNT |

| 28 kwietnia 20:00 | Raport | Atlanta Hawks 107 – 97 Indiana Pacers                     | Atlanta Hawks 107 – 97 Indiana Pacers | Atlanta Hawks 107 – 97 Indiana Pacers                   |  | Conseco Fieldhouse, Indianapolis, Indiana Widownia: 18 165 Sędziowie: David Jones, Monty McCutchen, John Goble | NBA TV |
| 28 kwietnia 20:00 | Raport | Rezultaty w kwartach: 20–21, 41–19, 26–27, 20–30          |                                       |                                                         |  | Conseco Fieldhouse, Indianapolis, Indiana Widownia: 18 165 Sędziowie: David Jones, Monty McCutchen, John Goble | NBA TV |
| 28 kwietnia 20:00 | Raport | Pkt: Shelvin Mack 20 Zb: Kyle Korver 9 As: Shelvin Mack 5 |                                       | Pkt: Paul George 26 Zb: Paul George 12 As: David West 7 |  | Conseco Fieldhouse, Indianapolis, Indiana Widownia: 18 165 Sędziowie: David Jones, Monty McCutchen, John Goble | NBA TV |

| 1 maja 19:00 | Raport | Indiana Pacers 95 – 88 Atlanta Hawks                    | Indiana Pacers 95 – 88 Atlanta Hawks | Indiana Pacers 95 – 88 Atlanta Hawks                       |  | Philips Arena, Atlanta, Georgia Widownia: 19 044 Sędziowie: Joe Crawford, Derrick Stafford, Bennett Salvatore | NBA TV |
| 1 maja 19:00 | Raport | Rezultaty w kwartach: 20–22, 24–17, 20–28, 31–21        |                                      |                                                            |  | Philips Arena, Atlanta, Georgia Widownia: 19 044 Sędziowie: Joe Crawford, Derrick Stafford, Bennett Salvatore | NBA TV |
| 1 maja 19:00 | Raport | Pkt: George, West 24 Zb: David West 11 As: David West 6 |                                      | Pkt: Jeff Teague 29 Zb: Paul Millsap 18 As: Paul Millsap 5 |  | Philips Arena, Atlanta, Georgia Widownia: 19 044 Sędziowie: Joe Crawford, Derrick Stafford, Bennett Salvatore | NBA TV |

| 3 maja 17:30 | Raport | Atlanta Hawks 80 – 92 Indiana Pacers                       | Atlanta Hawks 80 – 92 Indiana Pacers | Atlanta Hawks 80 – 92 Indiana Pacers                               |  | Conseco Fieldhouse, Indianapolis, Indiana Widownia: 18 165 Sędziowie: Tony Brothers, Sean Corbin, Rodney Mott | TNT |
| 3 maja 17:30 | Raport | Rezultaty w kwartach: 23–24, 13–23, 27–24, 17–21           |                                      |                                                                    |  | Conseco Fieldhouse, Indianapolis, Indiana Widownia: 18 165 Sędziowie: Tony Brothers, Sean Corbin, Rodney Mott | TNT |
| 3 maja 17:30 | Raport | Pkt: Kyle Korver 19 Zb: Paul Millsap 17 As: Shelvin Mack 7 |                                      | Pkt: Paul George 30 Zb: Lance Stephenson 14 As: Lance Stephenson 5 |  | Conseco Fieldhouse, Indianapolis, Indiana Widownia: 18 165 Sędziowie: Tony Brothers, Sean Corbin, Rodney Mott | TNT |
| 3 maja 17:30 | Raport | Indiana wygrywa serię 4-3                                  |                                      |                                                                    |  | Conseco Fieldhouse, Indianapolis, Indiana Widownia: 18 165 Sędziowie: Tony Brothers, Sean Corbin, Rodney Mott | TNT |

Wyniki w sezonie zasadniczym
| 8 stycznia 2014 | Raport | Indiana Pacers 87 – 97 Atlanta Hawks | Indiana Pacers 87 – 97 Atlanta Hawks | Indiana Pacers 87 – 97 Atlanta Hawks |  | Philips Arena, Atlanta, Georgia |

| 4 lutego 2014 | Raport | Indiana Pacers 89 – 85 Atlanta Hawks | Indiana Pacers 89 – 85 Atlanta Hawks | Indiana Pacers 89 – 85 Atlanta Hawks |  | Philips Arena, Atlanta, Georgia |

| 18 lutego 2014 | Raport | Atlanta Hawks 98 – 108 Indiana Pacers | Atlanta Hawks 98 – 108 Indiana Pacers | Atlanta Hawks 98 – 108 Indiana Pacers |  | Conseco Fieldhouse, Indianapolis, Indiana |

| 6 kwietnia 2014 | Raport | Atlanta Hawks 107 – 88 Indiana Pacers | Atlanta Hawks 107 – 88 Indiana Pacers | Atlanta Hawks 107 – 88 Indiana Pacers |  | Conseco Fieldhouse, Indianapolis, Indiana |

Ostatnie spotkanie w Playoff: Pierwsza Runda Konferencji Wschodniej 2013: (Indiana zwyciężyła 4-2).

#### (2) Miami Heat vs. (7) Charlotte Bobcats
| 20 kwietnia 15:30 | Raport | Charlotte Bobcats 88 – 99 Miami Heat                        | Charlotte Bobcats 88 – 99 Miami Heat | Charlotte Bobcats 88 – 99 Miami Heat                         |  | American Airlines Arena, Miami, Floryda Widownia: 19 640 Sędziowie: Marc Davis, Jason Phillips, Scott Wall | ABC |
| 20 kwietnia 15:30 | Raport | Rezultaty w kwartach: 23–19, 19–30, 23–23, 23–27            |                                      |                                                              |  | American Airlines Arena, Miami, Floryda Widownia: 19 640 Sędziowie: Marc Davis, Jason Phillips, Scott Wall | ABC |
| 20 kwietnia 15:30 | Raport | Pkt: Kemba Walker 20 Zb: Al Jefferson 10 As: Kemba Walker 6 |                                      | Pkt: LeBron James 27 Zb: Chris Andersen 10 As: Dwyane Wade 5 |  | American Airlines Arena, Miami, Floryda Widownia: 19 640 Sędziowie: Marc Davis, Jason Phillips, Scott Wall | ABC |

| 23 kwietnia 19:00 | Raport | Charlotte Bobcats 97 – 101 Miami Heat                                 | Charlotte Bobcats 97 – 101 Miami Heat | Charlotte Bobcats 97 – 101 Miami Heat                     |  | American Airlines Arena, Miami, Floryda Widownia: 19 603 Sędziowie: Scott Foster, Bill Kennedy, Mark Lindsay | TNT |
| 23 kwietnia 19:00 | Raport | Rezultaty w kwartach: 19–29, 28–28, 25–22, 25–22                      |                                       |                                                           |  | American Airlines Arena, Miami, Floryda Widownia: 19 603 Sędziowie: Scott Foster, Bill Kennedy, Mark Lindsay | TNT |
| 23 kwietnia 19:00 | Raport | Pkt: Michael Kidd-Gilchrist 22 Zb: Al Jefferson 13 As: Kemba Walker 8 |                                       | Pkt: LeBron James 32 Zb: James, Wade 6 As: LeBron James 8 |  | American Airlines Arena, Miami, Floryda Widownia: 19 603 Sędziowie: Scott Foster, Bill Kennedy, Mark Lindsay | TNT |

| 26 kwietnia 19:00 | Raport | Miami Heat 98 – 85 Charlotte Bobcats                       | Miami Heat 98 – 85 Charlotte Bobcats | Miami Heat 98 – 85 Charlotte Bobcats                         |  | Time Warner Cable Arena, Charlotte, Karolina Północna Widownia: 19 633 Sędziowie: Monty McCutchen, Ron Garretson, Mark Ayotte, John Goble | ESPN |
| 26 kwietnia 19:00 | Raport | Rezultaty w kwartach: 23–27, 35–19, 28–19, 12–20           |                                      |                                                              |  | Time Warner Cable Arena, Charlotte, Karolina Północna Widownia: 19 633 Sędziowie: Monty McCutchen, Ron Garretson, Mark Ayotte, John Goble | ESPN |
| 26 kwietnia 19:00 | Raport | Pkt: LeBron James 30 Zb: LeBron James 10 As: James, Wade 6 |                                      | Pkt: Al Jefferson 20 Zb: Josh McRoberts 9 As: Luke Ridnour 6 |  | Time Warner Cable Arena, Charlotte, Karolina Północna Widownia: 19 633 Sędziowie: Monty McCutchen, Ron Garretson, Mark Ayotte, John Goble | ESPN |

| 28 kwietnia 19:00 | Raport | Miami Heat 109 – 98 Charlotte Bobcats                    | Miami Heat 109 – 98 Charlotte Bobcats | Miami Heat 109 – 98 Charlotte Bobcats                              |  | Time Warner Cable Arena, Charlotte, Karolina Północna Widownia: 19 092 Sędziowie: Dan Crawford, Michael Smith, Tom Washington | TNT |
| 28 kwietnia 19:00 | Raport | Rezultaty w kwartach: 26–27, 26–27, 32–17, 25–27         |                                       |                                                                    |  | Time Warner Cable Arena, Charlotte, Karolina Północna Widownia: 19 092 Sędziowie: Dan Crawford, Michael Smith, Tom Washington | TNT |
| 28 kwietnia 19:00 | Raport | Pkt: LeBron James 31 Zb: Chris Bosh 8 As: LeBron James 9 |                                       | Pkt: Kemba Walker 29 Zb: Josh McRoberts 10 As: Walker, McRoberts 5 |  | Time Warner Cable Arena, Charlotte, Karolina Północna Widownia: 19 092 Sędziowie: Dan Crawford, Michael Smith, Tom Washington | TNT |
| 28 kwietnia 19:00 | Raport | Miami wygrywa serię 4-0                                  |                                       |                                                                    |  | Time Warner Cable Arena, Charlotte, Karolina Północna Widownia: 19 092 Sędziowie: Dan Crawford, Michael Smith, Tom Washington | TNT |

Wyniki w sezonie zasadniczym
| 16 listopada 2013 | Raport | Miami Heat 97 – 81 Charlotte Bobcats | Miami Heat 97 – 81 Charlotte Bobcats | Miami Heat 97 – 81 Charlotte Bobcats |  | Time Warner Cable Arena, Charlotte, Karolina Północna |

| 1 grudnia 2013 | Raport | Charlotte Bobcats 98 – 99 Miami Heat | Charlotte Bobcats 98 – 99 Miami Heat | Charlotte Bobcats 98 – 99 Miami Heat |  | American Airlines Arena, Miami, Floryda |

| 18 stycznia 2014 | Raport | Miami Heat 104 – 96 Charlotte Bobcats | Miami Heat 104 – 96 Charlotte Bobcats | Miami Heat 104 – 96 Charlotte Bobcats |  | Time Warner Cable Arena, Charlotte, Karolina Północna |

| 3 marca 2014 | Raport | Charlotte Bobcats 107 – 124 Miami Heat | Charlotte Bobcats 107 – 124 Miami Heat | Charlotte Bobcats 107 – 124 Miami Heat |  | American Airlines Arena, Miami, Floryda |

Ostatnie spotkanie w Playoff: Pierwsze spotkanie pomiędzy Miami i Charlotte.

#### (3) Toronto Raptors vs. (6) Brooklyn Nets
| 19 kwietnia 12:30 | Raport | Brooklyn Nets 94 – 87 Toronto Raptors                                  | Brooklyn Nets 94 – 87 Toronto Raptors | Brooklyn Nets 94 – 87 Toronto Raptors                            |  | Air Canada Centre, Toronto, Ontario, Kanada Widownia: 19,800 Sędziowie: Ken Mauer, Brian Forte, Ed Malloy | ESPN |
| 19 kwietnia 12:30 | Raport | Rezultaty w kwartach: 29–21, 21–25, 17–16, 27–25                       |                                       |                                                                  |  | Air Canada Centre, Toronto, Ontario, Kanada Widownia: 19,800 Sędziowie: Ken Mauer, Brian Forte, Ed Malloy | ESPN |
| 19 kwietnia 12:30 | Raport | Pkt: Johnson, Williams 24 Zb: Garnett, Johnson 8 As: Johnson, Pierce 4 |                                       | Pkt: Kyle Lowry 22 Zb: Jonas Valančiūnas 18 As: Lowry, Vásquez 8 |  | Air Canada Centre, Toronto, Ontario, Kanada Widownia: 19,800 Sędziowie: Ken Mauer, Brian Forte, Ed Malloy | ESPN |

| 22 kwietnia 20:00 | Raport | Brooklyn Nets 95 – 100 Toronto Raptors                               | Brooklyn Nets 95 – 100 Toronto Raptors | Brooklyn Nets 95 – 100 Toronto Raptors                               |  | Air Canada Centre, Toronto, Ontario, Kanada Widownia: 20 382 Sędziowie: Monty McCutchen, David Jones, Gary Zielinski | NBA TV |
| 22 kwietnia 20:00 | Raport | Rezultaty w kwartach: 19–21, 20–24, 27–19, 29–36                     |                                        |                                                                      |  | Air Canada Centre, Toronto, Ontario, Kanada Widownia: 20 382 Sędziowie: Monty McCutchen, David Jones, Gary Zielinski | NBA TV |
| 22 kwietnia 20:00 | Raport | Pkt: Joe Johnson 18 Zb: Pierce, Plumlee 6 As: Livingston, Williams 5 |                                        | Pkt: DeMar DeRozan 30 Zb: Jonas Valančiūnas 14 As: Greivis Vasquez 8 |  | Air Canada Centre, Toronto, Ontario, Kanada Widownia: 20 382 Sędziowie: Monty McCutchen, David Jones, Gary Zielinski | NBA TV |

| 25 kwietnia 19:00 | Raport | Toronto Raptors 98 – 102 Brooklyn Nets                               | Toronto Raptors 98 – 102 Brooklyn Nets | Toronto Raptors 98 – 102 Brooklyn Nets                          |  | Barclays Center, Brooklyn, Nowy Jork Widownia: 17 732 Sędziowie: Mike Callahan, Rodney Mott, Scott Wall | ESPN2 |
| 25 kwietnia 19:00 | Raport | Rezultaty w kwartach: 23–19, 22–30, 21–28, 32–25                     |                                        |                                                                 |  | Barclays Center, Brooklyn, Nowy Jork Widownia: 17 732 Sędziowie: Mike Callahan, Rodney Mott, Scott Wall | ESPN2 |
| 25 kwietnia 19:00 | Raport | Pkt: DeMar DeRozan 30 Zb: Jonas Valančiūnas 10 As: Greivis Vásquez 6 |                                        | Pkt: Joe Johnson 29 Zb: Shaun Livingston 6 As: Deron Williams 8 |  | Barclays Center, Brooklyn, Nowy Jork Widownia: 17 732 Sędziowie: Mike Callahan, Rodney Mott, Scott Wall | ESPN2 |

| 27 kwietnia 19:00 | Raport | Toronto Raptors 87 – 79 Brooklyn Nets                               | Toronto Raptors 87 – 79 Brooklyn Nets | Toronto Raptors 87 – 79 Brooklyn Nets                         |  | Barclays Center, Brooklyn, Nowy Jork Widownia: 17 732 Sędziowie: Jason Phillips, James Capers, Zach Zarba | TNT |
| 27 kwietnia 19:00 | Raport | Rezultaty w kwartach: 35–22, 16–22, 16–23, 19–12                    |                                       |                                                               |  | Barclays Center, Brooklyn, Nowy Jork Widownia: 17 732 Sędziowie: Jason Phillips, James Capers, Zach Zarba | TNT |
| 27 kwietnia 19:00 | Raport | Pkt: DeMar DeRozan 24 Zb: Patrick Patterson 9 As: Greivis Vásquez 9 |                                       | Pkt: Paul Pierce 22 Zb: Andray Blatche 7 As: Deron Williams 6 |  | Barclays Center, Brooklyn, Nowy Jork Widownia: 17 732 Sędziowie: Jason Phillips, James Capers, Zach Zarba | TNT |

| 30 kwietnia 19:30 | Raport | Brooklyn Nets 113 – 115 Toronto Raptors                        | Brooklyn Nets 113 – 115 Toronto Raptors | Brooklyn Nets 113 – 115 Toronto Raptors                     |  | Air Canada Centre, Toronto, Ontario, Kanada Widownia: 20 393 Sędziowie: Scott Foster, Tom Washington, Bill Kennedy | NBA TV |
| 30 kwietnia 19:30 | Raport | Rezultaty w kwartach: 25–28, 19–34, 25–29, 44–24               |                                         |                                                             |  | Air Canada Centre, Toronto, Ontario, Kanada Widownia: 20 393 Sędziowie: Scott Foster, Tom Washington, Bill Kennedy | NBA TV |
| 30 kwietnia 19:30 | Raport | Pkt: Joe Johnson 30 Zb: Mirza Teletović 7 As: Deron Williams 9 |                                         | Pkt: Kyle Lowry 36 Zb: Patrick Patterson 8 As: Kyle Lowry 6 |  | Air Canada Centre, Toronto, Ontario, Kanada Widownia: 20 393 Sędziowie: Scott Foster, Tom Washington, Bill Kennedy | NBA TV |

| 2 maja 19:00 | Raport | Toronto Raptors 83 – 97 Brooklyn Nets                              | Toronto Raptors 83 – 97 Brooklyn Nets | Toronto Raptors 83 – 97 Brooklyn Nets                           |  | Barclays Center, Brooklyn, Nowy Jork Widownia: 17 732 Sędziowie: Dan Crawford, Marc Davis, Pat Fraher | ESPN2 |
| 2 maja 19:00 | Raport | Rezultaty w kwartach: 19–34, 22–26, 18–19, 24–18                   |                                       |                                                                 |  | Barclays Center, Brooklyn, Nowy Jork Widownia: 17 732 Sędziowie: Dan Crawford, Marc Davis, Pat Fraher | ESPN2 |
| 2 maja 19:00 | Raport | Pkt: DeMar DeRozan 28 Zb: Jonas Valančiūnas 9 As: DeRozan, Lowry 4 |                                       | Pkt: Deron Williams 23 Zb: Alan Anderson 9 As: Deron Williams 4 |  | Barclays Center, Brooklyn, Nowy Jork Widownia: 17 732 Sędziowie: Dan Crawford, Marc Davis, Pat Fraher | ESPN2 |

| 4 maja 13:00 | Raport | Brooklyn Nets 104 – 103 Toronto Raptors                          | Brooklyn Nets 104 – 103 Toronto Raptors | Brooklyn Nets 104 – 103 Toronto Raptors                    |  | Air Canada Centre, Toronto, Ontario, Kanada Widownia: 20 457 Sędziowie: Joe Crawford, Bill Spooner, Derrick Stafford | ABC |
| 4 maja 13:00 | Raport | Rezultaty w kwartach: 26–28, 35–25, 20–20, 23–30                 |                                         |                                                            |  | Air Canada Centre, Toronto, Ontario, Kanada Widownia: 20 457 Sędziowie: Joe Crawford, Bill Spooner, Derrick Stafford | ABC |
| 4 maja 13:00 | Raport | Pkt: Joe Johnson 26 Zb: Kevin Garnett 11 As: Johnson, Williams 4 |                                         | Pkt: Kyle Lowry 28 Zb: Amir Johnson 10 As: DeMar DeRozan 6 |  | Air Canada Centre, Toronto, Ontario, Kanada Widownia: 20 457 Sędziowie: Joe Crawford, Bill Spooner, Derrick Stafford | ABC |
| 4 maja 13:00 | Raport | Brooklyn wygrywa serię 4-3                                       |                                         |                                                            |  | Air Canada Centre, Toronto, Ontario, Kanada Widownia: 20 457 Sędziowie: Joe Crawford, Bill Spooner, Derrick Stafford | ABC |

Wyniki w sezonie zasadniczym
| 26 listopada 2013 | Raport | Brooklyn Nets 102 – 100 Toronto Raptors | Brooklyn Nets 102 – 100 Toronto Raptors | Brooklyn Nets 102 – 100 Toronto Raptors |  | Air Canada Centre, Toronto, Ontario, Kanada |

| 11 stycznia 2014 | Raport | Brooklyn Nets 80 – 96 Toronto Raptors | Brooklyn Nets 80 – 96 Toronto Raptors | Brooklyn Nets 80 – 96 Toronto Raptors |  | Air Canada Centre, Toronto, Ontario, Kanada |

| 22 stycznia 2014 | Raport | Toronto Raptors 104 – 103 Brooklyn Nets | Toronto Raptors 104 – 103 Brooklyn Nets | Toronto Raptors 104 – 103 Brooklyn Nets |  | Barclays Center, Brooklyn, Nowy Jork |

| 10 marca 2014 | Raport | Toronto Raptors 97 – 101 Brooklyn Nets | Toronto Raptors 97 – 101 Brooklyn Nets | Toronto Raptors 97 – 101 Brooklyn Nets |  | Barclays Center, Brooklyn, Nowy Jork |

Ostatnie spotkanie w Playoff: Pierwsza Runda Konferencji Wschodniej 2007 (New Jersey zwyciężyli 4–2).

#### (4) Chicago Bulls vs. (5) Washington Wizards
| 20 kwietnia 19:00 | Raport | Washington Wizards 102 – 93 Chicago Bulls            | Washington Wizards 102 – 93 Chicago Bulls | Washington Wizards 102 – 93 Chicago Bulls                      |  | United Center, Chicago, Illinois Widownia: 21 694 Sędziowie: Monty McCutchen, David Jones, Gary Zielinski | TNT |
| 20 kwietnia 19:00 | Raport | Rezultaty w kwartach: 24–22, 24–32, 24–21, 30–18     |                                           |                                                                |  | United Center, Chicago, Illinois Widownia: 21 694 Sędziowie: Monty McCutchen, David Jones, Gary Zielinski | TNT |
| 20 kwietnia 19:00 | Raport | Pkt: Nenê 24 Zb: Marcin Gortat 13 As: Bradley Beal 7 |                                           | Pkt: Hinrich, Augustin 16 Zb: Joakim Noah 10 As: Joakim Noah 4 |  | United Center, Chicago, Illinois Widownia: 21 694 Sędziowie: Monty McCutchen, David Jones, Gary Zielinski | TNT |

| 22 kwietnia 21:30 | Raport | Washington Wizards 101 – 99 Chicago Bulls                  | Washington Wizards 101 – 99 Chicago Bulls | Washington Wizards 101 – 99 Chicago Bulls                      | OT | United Center, Chicago, Illinois Widownia: 21 663 Sędziowie: Joe Crawford, Bennie Adams, Bill Spooner | TNT |
| 22 kwietnia 21:30 | Raport | Rezultaty w kwartach: 31–20, 25–29, 14–26, 21–16 OT: 10–8  |                                           |                                                                | OT | United Center, Chicago, Illinois Widownia: 21 663 Sędziowie: Joe Crawford, Bennie Adams, Bill Spooner | TNT |
| 22 kwietnia 21:30 | Raport | Pkt: Bradley Beal 26 Zb: Ariza, Booker 8 As: Wall, Ariza 7 |                                           | Pkt: D. J. Augustin 25 Zb: Joakim Noah 10 As: D. J. Augustin 7 | OT | United Center, Chicago, Illinois Widownia: 21 663 Sędziowie: Joe Crawford, Bennie Adams, Bill Spooner | TNT |

| 25 kwietnia 19:00 | Raport | Chicago Bulls 100 – 97 Washington Wizards                        | Chicago Bulls 100 – 97 Washington Wizards | Chicago Bulls 100 – 97 Washington Wizards                 |  | Verizon Center, Waszyngton Widownia: 23 356 Sędziowie: James Capers, Jason Phillips, Zach Zarba | ESPN |
| 25 kwietnia 19:00 | Raport | Rezultaty w kwartach: 28–30, 20–21, 24–18, 28-28                 |                                           |                                                           |  | Verizon Center, Waszyngton Widownia: 23 356 Sędziowie: James Capers, Jason Phillips, Zach Zarba | ESPN |
| 25 kwietnia 19:00 | Raport | Pkt: Mike Dunleavy Jr. 35 Zb: Joakim Noah 9 As: D. J. Augustin 7 |                                           | Pkt: Bradley Beal 25 Zb: Gortat, Ariza 11 As: John Wall 7 |  | Verizon Center, Waszyngton Widownia: 23 356 Sędziowie: James Capers, Jason Phillips, Zach Zarba | ESPN |

| 27 kwietnia 19:00 | Raport | Chicago Bulls 89 – 98 Washington Wizards                 | Chicago Bulls 89 – 98 Washington Wizards | Chicago Bulls 89 – 98 Washington Wizards                  |  | Verizon Center, Waszyngton Widownia: 20 356 Sędziowie: Mike Callahan, Tony Brown, Rodney Mott | ABC |
| 27 kwietnia 19:00 | Raport | Rezultaty w kwartach: 18-28, 22-27, 22-27, 27-16         |                                          |                                                           |  | Verizon Center, Waszyngton Widownia: 20 356 Sędziowie: Mike Callahan, Tony Brown, Rodney Mott | ABC |
| 27 kwietnia 19:00 | Raport | Pkt: Taj Gibson 32 Zb: Joakim Noah 15 As: Kirk Hinrich 7 |                                          | Pkt: Trevor Ariza 29 Zb: Trevor Booker 9 As: John Wall 10 |  | Verizon Center, Waszyngton Widownia: 20 356 Sędziowie: Mike Callahan, Tony Brown, Rodney Mott | ABC |

| 29 kwietnia 20:00 | Raport | Washington Wizards 75 – 69 Chicago Bulls                      | Washington Wizards 75 – 69 Chicago Bulls | Washington Wizards 75 – 69 Chicago Bulls                     |  | United Center, Chicago, Illinois Widownia: 21 752 Sędziowie: Ken Mauer, Ed Malloy, Bennett Salvatore | TNT |
| 29 kwietnia 20:00 | Raport | Rezultaty w kwartach: 23–15, 18–26, 20–11, 14–17              |                                          |                                                              |  | United Center, Chicago, Illinois Widownia: 21 752 Sędziowie: Ken Mauer, Ed Malloy, Bennett Salvatore | TNT |
| 29 kwietnia 20:00 | Raport | Pkt: John Wall 24 Zb: Marcin Gortat 13 As: Nenê, Beal, Wall 4 |                                          | Pkt: Hinrich, Butler 16 Zb: Joakim Noah 18 As: Joakim Noah 7 |  | United Center, Chicago, Illinois Widownia: 21 752 Sędziowie: Ken Mauer, Ed Malloy, Bennett Salvatore | TNT |
| 29 kwietnia 20:00 | Raport | Washington wygrywa serię 4-1                                  |                                          |                                                              |  | United Center, Chicago, Illinois Widownia: 21 752 Sędziowie: Ken Mauer, Ed Malloy, Bennett Salvatore | TNT |

Wyniki w sezonie zasadniczym
| 13 stycznia 2014 | Raport | Washington Wizards 102 – 88 Chicago Bulls | Washington Wizards 102 – 88 Chicago Bulls | Washington Wizards 102 – 88 Chicago Bulls |  | United Center, Chicago, Illinois |

| 17 stycznia 2014 | Raport | Chicago Bulls 93 – 96 Washington Wizards | Chicago Bulls 93 – 96 Washington Wizards | Chicago Bulls 93 – 96 Washington Wizards |  | Verizon Center, Waszyngton |

| 5 kwietnia 2014 | Raport | Chicago Bulls 96 – 78 Washington Wizards | Chicago Bulls 96 – 78 Washington Wizards | Chicago Bulls 96 – 78 Washington Wizards |  | Verizon Center, Waszyngton |

Ostatnie spotkanie w Playoff: Pierwsza Runda Konferencji Wschodniej 2005 (Washington zwyciężyli 4-2).

### Półfinały Konferencji

#### (1) Indiana Pacers vs. (5) Washington Wizards
| 5 maja 19:00 | Raport | Washington Wizards 102 – 96 Indiana Pacers                | Washington Wizards 102 – 96 Indiana Pacers | Washington Wizards 102 – 96 Indiana Pacers               |  | Conseco Fieldhouse, Indianapolis, Indiana Widownia: 18 165 Sędziowie: Scott Foster, David Guthrie, Bill Kennedy | TNT |
| 5 maja 19:00 | Raport | Rezultaty w kwartach: 28–15, 28–28, 13–19, 33–34          |                                            |                                                          |  | Conseco Fieldhouse, Indianapolis, Indiana Widownia: 18 165 Sędziowie: Scott Foster, David Guthrie, Bill Kennedy | TNT |
| 5 maja 19:00 | Raport | Pkt: Bradley Beal 25 Zb: Marcin Gortat 15 As: John Wall 9 |                                            | Pkt: Hill, George 18 Zb: David West 12 As: Paul George 5 |  | Conseco Fieldhouse, Indianapolis, Indiana Widownia: 18 165 Sędziowie: Scott Foster, David Guthrie, Bill Kennedy | TNT |

| 7 maja 19:00 | Raport | Washington Wizards 82 – 86 Indiana Pacers                  | Washington Wizards 82 – 86 Indiana Pacers | Washington Wizards 82 – 86 Indiana Pacers                    |  | Conseco Fieldhouse, Indianapolis, Indiana Widownia: 18 165 Sędziowie: James Capers, Marc Davis, Zach Zarba | TNT |
| 7 maja 19:00 | Raport | Rezultaty w kwartach: 23–23, 22–20, 15–22, 22–21           |                                           |                                                              |  | Conseco Fieldhouse, Indianapolis, Indiana Widownia: 18 165 Sędziowie: James Capers, Marc Davis, Zach Zarba | TNT |
| 7 maja 19:00 | Raport | Pkt: Marcin Gortat 21 Zb: Marcin Gortat 11 As: John Wall 8 |                                           | Pkt: Roy Hibbert 28 Zb: Roy Hibbert 9 As: Lance Stephenson 5 |  | Conseco Fieldhouse, Indianapolis, Indiana Widownia: 18 165 Sędziowie: James Capers, Marc Davis, Zach Zarba | TNT |

| 9 maja 20:00 | Raport | Indiana Pacers 85 – 63 Washington Wizards                    | Indiana Pacers 85 – 63 Washington Wizards | Indiana Pacers 85 – 63 Washington Wizards                |  | Verizon Center, Waszyngton Widownia: 20 356 Sędziowie: Tony Brothers, Eric Lewis, Tom Washington | ESPN |
| 9 maja 20:00 | Raport | Rezultaty w kwartach: 17–17, 17–16, 26–12, 25–18             |                                           |                                                          |  | Verizon Center, Waszyngton Widownia: 20 356 Sędziowie: Tony Brothers, Eric Lewis, Tom Washington | ESPN |
| 9 maja 20:00 | Raport | Pkt: Paul George 23 Zb: Paul George 8 As: Hill, Stephenson 5 |                                           | Pkt: Bradley Beal 16 Zb: Trevor Ariza 15 As: John Wall 6 |  | Verizon Center, Waszyngton Widownia: 20 356 Sędziowie: Tony Brothers, Eric Lewis, Tom Washington | ESPN |

| 11 maja 20:00 | Raport | Indiana Pacers 95 – 92 Washington Wizards               | Indiana Pacers 95 – 92 Washington Wizards | Indiana Pacers 95 – 92 Washington Wizards               |  | Verizon Center, Waszyngton Widownia: 20 356 Sędziowie: Joe Crawford, Bill Spooner, Derrick Stafford | TNT |
| 11 maja 20:00 | Raport | Rezultaty w kwartach: 27–26, 11–29, 33–17, 24–20        |                                           |                                                         |  | Verizon Center, Waszyngton Widownia: 20 356 Sędziowie: Joe Crawford, Bill Spooner, Derrick Stafford | TNT |
| 11 maja 20:00 | Raport | Pkt: Paul George 39 Zb: Paul George 12 As: David West 8 |                                           | Pkt: Bradley Beal 20 Zb: Trevor Ariza 9 As: John Wall 7 |  | Verizon Center, Waszyngton Widownia: 20 356 Sędziowie: Joe Crawford, Bill Spooner, Derrick Stafford | TNT |

| 13 maja 19:00 | Raport | Washington Wizards 102 – 79 Indiana Pacers                   | Washington Wizards 102 – 79 Indiana Pacers | Washington Wizards 102 – 79 Indiana Pacers                                  |  | Conseco Fieldhouse, Indianapolis, Indiana Widownia: 18 165 Sędziowie: Dan Crawford, Pat Fraher, Ron Garretson | TNT |
| 13 maja 19:00 | Raport | Rezultaty w kwartach: 25–19, 20–19, 31–14, 26–27             |                                            |                                                                             |  | Conseco Fieldhouse, Indianapolis, Indiana Widownia: 18 165 Sędziowie: Dan Crawford, Pat Fraher, Ron Garretson | TNT |
| 13 maja 19:00 | Raport | Pkt: Marcin Gortat 31 Zb: Marcin Gortat 16 As: Ariza, Wall 5 |                                            | Pkt: David West 17 Zb: David West 6 As: Turner, Stephenson, Hibbert, West 3 |  | Conseco Fieldhouse, Indianapolis, Indiana Widownia: 18 165 Sędziowie: Dan Crawford, Pat Fraher, Ron Garretson | TNT |

| 15 maja 20:00 | Raport | Indiana Pacers 93 – 80 Washington Wizards                   | Indiana Pacers 93 – 80 Washington Wizards | Indiana Pacers 93 – 80 Washington Wizards                |  | Verizon Center, Waszyngton Widownia: 19 502 Sędziowie: Mike Callahan, Sean Corbin, Marc Davis | ESPN |
| 15 maja 20:00 | Raport | Rezultaty w kwartach: 29–23, 23–17, 19–23, 22–17            |                                           |                                                          |  | Verizon Center, Waszyngton Widownia: 19 502 Sędziowie: Mike Callahan, Sean Corbin, Marc Davis | ESPN |
| 15 maja 20:00 | Raport | Pkt: David West 29 Zb: Roy Hibbert 7 As: Lance Stephenson 8 |                                           | Pkt: Marcin Gortat 19 Zb: Trevor Ariza 7 As: John Wall 9 |  | Verizon Center, Waszyngton Widownia: 19 502 Sędziowie: Mike Callahan, Sean Corbin, Marc Davis | ESPN |
| 15 maja 20:00 | Raport | Indiana wygrywa serię 4–2                                   |                                           |                                                          |  | Verizon Center, Waszyngton Widownia: 19 502 Sędziowie: Mike Callahan, Sean Corbin, Marc Davis | ESPN |

Wyniki w sezonie zasadniczym
| 29 listopada 2013 | Raport | Washington Wizards 73 – 93 Indiana Pacers | Washington Wizards 73 – 93 Indiana Pacers | Washington Wizards 73 – 93 Indiana Pacers |  | Conseco Fieldhouse, Indianapolis, Indiana |

| 10 stycznia 2014 | Raport | Washington Wizards 66 – 93 Indiana Pacers | Washington Wizards 66 – 93 Indiana Pacers | Washington Wizards 66 – 93 Indiana Pacers |  | Conseco Fieldhouse, Indianapolis, Indiana |

| 28 marca 2014 | Raport | Indiana Pacers 78 – 91 Washington Wizards | Indiana Pacers 78 – 91 Washington Wizards | Indiana Pacers 78 – 91 Washington Wizards |  | Verizon Center, Waszyngton |

Ostatnie spotkanie w Playoff: Pierwsze spotkanie pomiędzy Indiana i Washington.

#### (2) Miami Heat vs. (6) Brooklyn Nets
| 6 maja 19:00 | Raport | Brooklyn Nets 86 – 108 Miami Heat                                      | Brooklyn Nets 86 – 108 Miami Heat | Brooklyn Nets 86 – 108 Miami Heat                        |  | American Airlines Arena, Miami, Floryda Widownia: 19 470 Sędziowie: Mike Callahan, Ron Garretson, Sean Wright | TNT |
| 6 maja 19:00 | Raport | Rezultaty w kwartach: 20-22, 23-24, 23-33, 20-28                       |                                   |                                                          |  | American Airlines Arena, Miami, Floryda Widownia: 19 470 Sędziowie: Mike Callahan, Ron Garretson, Sean Wright | TNT |
| 6 maja 19:00 | Raport | Pkt: Johnson, Williams 17 Zb: Paul Pierce 6 As: Livingston, Williams 3 |                                   | Pkt: LeBron James 22 Zb: Chris Bosh 11 As: Dwyane Wade 5 |  | American Airlines Arena, Miami, Floryda Widownia: 19 470 Sędziowie: Mike Callahan, Ron Garretson, Sean Wright | TNT |

| 8 maja 19:00 | Raport | Brooklyn Nets 82 – 94 Miami Heat                                  | Brooklyn Nets 82 – 94 Miami Heat | Brooklyn Nets 82 – 94 Miami Heat                       |  | American Airlines Arena, Miami, Floryda Widownia: 19 639 Sędziowie: Ken Mauer, Ed Malloy, Rodney Mott | ESPN2 |
| 8 maja 19:00 | Raport | Rezultaty w kwartach: 21–15, 25–30, 21–24, 15–25                  |                                  |                                                        |  | American Airlines Arena, Miami, Floryda Widownia: 19 639 Sędziowie: Ken Mauer, Ed Malloy, Rodney Mott | ESPN2 |
| 8 maja 19:00 | Raport | Pkt: Mirza Teletović 20 Zb: Kevin Garnett 12 As: Deron Williams 6 |                                  | Pkt: LeBron James 22 Zb: Ray Allen 8 As: Dwyane Wade 7 |  | American Airlines Arena, Miami, Floryda Widownia: 19 639 Sędziowie: Ken Mauer, Ed Malloy, Rodney Mott | ESPN2 |

| 10 maja 20:00 | Raport | Miami Heat 90 – 104 Brooklyn Nets                          | Miami Heat 90 – 104 Brooklyn Nets | Miami Heat 90 – 104 Brooklyn Nets                               |  | Barclays Center, Brooklyn, Nowy Jork Widownia: 17 732 Sędziowie: Monty McCutchen, John Goble, David Jones | ABC |
| 10 maja 20:00 | Raport | Rezultaty w kwartach: 30–29, 19–22, 14–26, 27–27           |                                   |                                                                 |  | Barclays Center, Brooklyn, Nowy Jork Widownia: 17 732 Sędziowie: Monty McCutchen, John Goble, David Jones | ABC |
| 10 maja 20:00 | Raport | Pkt: LeBron James 28 Zb: LeBron James 8 As: LeBron James 5 |                                   | Pkt: Joe Johnson 19 Zb: Andray Blatche 10 As: Deron Williams 11 |  | Barclays Center, Brooklyn, Nowy Jork Widownia: 17 732 Sędziowie: Monty McCutchen, John Goble, David Jones | ABC |

| 12 maja 20:00 | Raport | Miami Heat 102 – 96 Brooklyn Nets                         | Miami Heat 102 – 96 Brooklyn Nets | Miami Heat 102 – 96 Brooklyn Nets                             |  | Barclays Center, Brooklyn, Nowy Jork Widownia: 17 732 Sędziowie: James Capers, Jason Phillips, Zach Zarba | TNT |
| 12 maja 20:00 | Raport | Rezultaty w kwartach: 27–22, 29–27, 23–27, 23–20          |                                   |                                                               |  | Barclays Center, Brooklyn, Nowy Jork Widownia: 17 732 Sędziowie: James Capers, Jason Phillips, Zach Zarba | TNT |
| 12 maja 20:00 | Raport | Pkt: LeBron James 49 Zb: Ray Allen 7 As: Mario Chalmers 7 |                                   | Pkt: Joe Johnson 18 Zb: Andray Blatche 8 As: Deron Williams 7 |  | Barclays Center, Brooklyn, Nowy Jork Widownia: 17 732 Sędziowie: James Capers, Jason Phillips, Zach Zarba | TNT |

| 14 maja 19:00 | Raport | Brooklyn Nets 94 – 96 Miami Heat                             | Brooklyn Nets 94 – 96 Miami Heat | Brooklyn Nets 94 – 96 Miami Heat                             |  | American Airlines Arena, Miami, Floryda Widownia: 19 615 Sędziowie: Joe Crawford, Bill Spooner, Derrick Stafford | TNT |
| 14 maja 19:00 | Raport | Rezultaty w kwartach: 22–23, 27–19, 26–24, 19–30             |                                  |                                                              |  | American Airlines Arena, Miami, Floryda Widownia: 19 615 Sędziowie: Joe Crawford, Bill Spooner, Derrick Stafford | TNT |
| 14 maja 19:00 | Raport | Pkt: Joe Johnson 34 Zb: Kevin Garnett 8 As: Deron Williams 4 |                                  | Pkt: LeBron James 29 Zb: LeBron James 9 As: Mario Chalmers 7 |  | American Airlines Arena, Miami, Floryda Widownia: 19 615 Sędziowie: Joe Crawford, Bill Spooner, Derrick Stafford | TNT |
| 14 maja 19:00 | Raport | Miami wygrywa serię 4-1                                      |                                  |                                                              |  | American Airlines Arena, Miami, Floryda Widownia: 19 615 Sędziowie: Joe Crawford, Bill Spooner, Derrick Stafford | TNT |

Wyniki w sezonie zasadniczym
| 1 listopada 2013 | Raport | Miami Heat 100 – 101 Brooklyn Nets | Miami Heat 100 – 101 Brooklyn Nets | Miami Heat 100 – 101 Brooklyn Nets |  | Barclays Center, Brooklyn, Nowy Jork |

| 10 stycznia 2014 | Raport | Miami Heat 95 – 104 Brooklyn Nets (2OT) | Miami Heat 95 – 104 Brooklyn Nets (2OT) | Miami Heat 95 – 104 Brooklyn Nets (2OT) |  | Barclays Center, Brooklyn, Nowy Jork |

| 12 marca 2014 | Raport | Brooklyn Nets 96 – 95 Miami Heat | Brooklyn Nets 96 – 95 Miami Heat | Brooklyn Nets 96 – 95 Miami Heat |  | American Airlines Arena, Miami, Floryda |

| 8 kwietnia 2014 | Raport | Brooklyn Nets 88 – 87 Miami Heat | Brooklyn Nets 88 – 87 Miami Heat | Brooklyn Nets 88 – 87 Miami Heat |  | American Airlines Arena, Miami, Floryda |

Ostatnie spotkanie w Playoff: Półfinał Konferencji Wschodniej 2006 (Miami zwyciężyli 4–1).

### Finał Konferencji

#### (1) Indiana Pacers vs. (2) Miami Heat
| 18 maja 15:30 | Raport | Miami Heat 96 – 107 Indiana Pacers                            | Miami Heat 96 – 107 Indiana Pacers | Miami Heat 96 – 107 Indiana Pacers                           |  | Conseco Fieldhouse, Indianapolis, Indiana Widownia: 18165 Sędziowie: Scott Foster, Bill Kennedy, Bill Spooner | ABC |
| 18 maja 15:30 | Raport | Rezultaty w kwartach: 24–30, 21–25, 25–28, 26–24              |                                    |                                                              |  | Conseco Fieldhouse, Indianapolis, Indiana Widownia: 18165 Sędziowie: Scott Foster, Bill Kennedy, Bill Spooner | ABC |
| 18 maja 15:30 | Raport | Pkt: Dwyane Wade 27 Zb: LeBron James 10 As: Chalmers, James 5 |                                    | Pkt: Paul George 24 Zb: Roy Hibbert 8 As: Lance Stephenson 8 |  | Conseco Fieldhouse, Indianapolis, Indiana Widownia: 18165 Sędziowie: Scott Foster, Bill Kennedy, Bill Spooner | ABC |

| 20 maja 20:30 | Raport | Miami Heat 87 – 83 Indiana Pacers                            | Miami Heat 87 – 83 Indiana Pacers | Miami Heat 87 – 83 Indiana Pacers                                  |  | Conseco Fieldhouse, Indianapolis, Indiana Widownia: 18165 Sędziowie: Mike Callahan, Joe Crawford, John Goble | ESPN |
| 20 maja 20:30 | Raport | Rezultaty w kwartach: 20–21, 21–16, 21–26, 25–20             |                                   |                                                                    |  | Conseco Fieldhouse, Indianapolis, Indiana Widownia: 18165 Sędziowie: Mike Callahan, Joe Crawford, John Goble | ESPN |
| 20 maja 20:30 | Raport | Pkt: Dwyane Wade 23 Zb: Chris Andersen 12 As: LeBron James 6 |                                   | Pkt: Lance Stephenson 25 Zb: Roy Hibbert 13 As: Lance Stephenson 7 |  | Conseco Fieldhouse, Indianapolis, Indiana Widownia: 18165 Sędziowie: Mike Callahan, Joe Crawford, John Goble | ESPN |

| 24 maja 20:30 | Raport | Indiana Pacers 87 – 99 Miami Heat                                  | Indiana Pacers 87 – 99 Miami Heat | Indiana Pacers 87 – 99 Miami Heat                            |  | American Airlines Arena, Miami, Floryda Widownia: 20 025 Sędziowie: Monty McCutchen, Tony Brothers, Zach Zarba | ESPN |
| 24 maja 20:30 | Raport | Rezultaty w kwartach: 21–14, 21–24, 22–33, 23–28                   |                                   |                                                              |  | American Airlines Arena, Miami, Floryda Widownia: 20 025 Sędziowie: Monty McCutchen, Tony Brothers, Zach Zarba | ESPN |
| 24 maja 20:30 | Raport | Pkt: Paul George 17 Zb: Lance Stephenson 11 As: Lance Stephenson 5 |                                   | Pkt: LeBron James 26 Zb: Chris Andersen 7 As: LeBron James 7 |  | American Airlines Arena, Miami, Floryda Widownia: 20 025 Sędziowie: Monty McCutchen, Tony Brothers, Zach Zarba | ESPN |

| 26 maja 20:30 | Raport | Indiana Pacers 90 – 102 Miami Heat                                 | Indiana Pacers 90 – 102 Miami Heat | Indiana Pacers 90 – 102 Miami Heat                          |  | American Airlines Arena, Miami, Floryda Widownia: 19 874 Sędziowie: Dan Crawford, James Capers, Marc Davis | ESPN |
| 26 maja 20:30 | Raport | Rezultaty w kwartach: 19–27, 25–22, 20–31, 26–22                   |                                    |                                                             |  | American Airlines Arena, Miami, Floryda Widownia: 19 874 Sędziowie: Dan Crawford, James Capers, Marc Davis | ESPN |
| 26 maja 20:30 | Raport | Pkt: Paul George 23 Zb: David West 12 As: West, Stephenson, Hill 4 |                                    | Pkt: LeBron James 32 Zb: LeBron James 10 As: LeBron James 5 |  | American Airlines Arena, Miami, Floryda Widownia: 19 874 Sędziowie: Dan Crawford, James Capers, Marc Davis | ESPN |

| 28 maja 20:30 | Raport | Miami Heat 90 – 94 Indiana Pacers                      | Miami Heat 90 – 94 Indiana Pacers | Miami Heat 90 – 94 Indiana Pacers                             |  | Conseco Fieldhouse, Indianapolis, Indiana Widownia: 18 165 Sędziowie: Ken Mauer, Ed Malloy, Tom Washington | ESPN |
| 28 maja 20:30 | Raport | Rezultaty w kwartach: 16–22, 26–11, 15–31, 33–29       |                                   |                                                               |  | Conseco Fieldhouse, Indianapolis, Indiana Widownia: 18 165 Sędziowie: Ken Mauer, Ed Malloy, Tom Washington | ESPN |
| 28 maja 20:30 | Raport | Pkt: Chris Bosh 20 Zb: Chris Bosh 10 As: Dwyane Wade 7 |                                   | Pkt: Paul George 37 Zb: Roy Hibbert 13 As: Lance Stephenson 5 |  | Conseco Fieldhouse, Indianapolis, Indiana Widownia: 18 165 Sędziowie: Ken Mauer, Ed Malloy, Tom Washington | ESPN |

| 30 maja 20:30 | Raport | Indiana Pacers 92 – 117 Miami Heat                               | Indiana Pacers 92 – 117 Miami Heat | Indiana Pacers 92 – 117 Miami Heat                          |  | American Airlines Arena, Miami, Floryda Widownia: 20 021 Sędziowie: Scott Foster, Mike Callahan, Jason Phillips | ESPN |
| 30 maja 20:30 | Raport | Rezultaty w kwartach: 13–24, 21–36, 24–31, 34–26                 |                                    |                                                             |  | American Airlines Arena, Miami, Floryda Widownia: 20 021 Sędziowie: Scott Foster, Mike Callahan, Jason Phillips | ESPN |
| 30 maja 20:30 | Raport | Pkt: Paul George 29 Zb: Paul George 8 As: Hibbert, Hill, Sloan 3 |                                    | Pkt: Bosh, James 25 Zb: Chris Andersen 10 As: Wade, James 6 |  | American Airlines Arena, Miami, Floryda Widownia: 20 021 Sędziowie: Scott Foster, Mike Callahan, Jason Phillips | ESPN |
| 30 maja 20:30 | Raport | Miami wygrywa serię 4-2                                          |                                    |                                                             |  | American Airlines Arena, Miami, Floryda Widownia: 20 021 Sędziowie: Scott Foster, Mike Callahan, Jason Phillips | ESPN |

Wyniki w sezonie zasadniczym
| 10 grudnia 2013 | Raport | Miami Heat 84 – 90 Indiana Pacers | Miami Heat 84 – 90 Indiana Pacers | Miami Heat 84 – 90 Indiana Pacers |  | Conseco Fieldhouse, Indianapolis, Indiana |

| 18 grudnia 2013 | Raport | Indiana Pacers 94 – 97 Miami Heat | Indiana Pacers 94 – 97 Miami Heat | Indiana Pacers 94 – 97 Miami Heat |  | American Airlines Arena, Miami, Floryda |

| 26 marca 2014 | Raport | Miami Heat 83 – 84 Indiana Pacers | Miami Heat 83 – 84 Indiana Pacers | Miami Heat 83 – 84 Indiana Pacers |  | Conseco Fieldhouse, Indianapolis, Indiana |

| 11 kwietnia 2014 | Raport | Indiana Pacers 86 – 98 Miami Heat | Indiana Pacers 86 – 98 Miami Heat | Indiana Pacers 86 – 98 Miami Heat |  | American Airlines Arena, Miami, Floryda |

Ostatnie spotkanie w Playoff: Finał Konferencji Wschodniej 2013 (Miami zwyciężyli 4-3).

## Konferencja Zachodnia

### Pierwsza runda

#### (1) San Antonio Spurs vs. (8) Dallas Mavericks
| 20 kwietnia 13:00 | Raport | Dallas Mavericks 85 – 90 San Antonio Spurs                        | Dallas Mavericks 85 – 90 San Antonio Spurs | Dallas Mavericks 85 – 90 San Antonio Spurs                 |  | AT&T Center, San Antonio, Teksas Widownia: 18 581 Sędziowie: Joe Crawford, Bennie Adams, Bill Spooner | TNT |
| 20 kwietnia 13:00 | Raport | Rezultaty w kwartach: 12–21, 32–22, 21–22, 20–25                  |                                            |                                                            |  | AT&T Center, San Antonio, Teksas Widownia: 18 581 Sędziowie: Joe Crawford, Bennie Adams, Bill Spooner | TNT |
| 20 kwietnia 13:00 | Raport | Pkt: Devin Harris 19 Zb: Dalembert, Nowitzki 8 As: Devin Harris 5 |                                            | Pkt: Tim Duncan 27 Zb: Tiago Splitter 11 As: Tony Parker 6 |  | AT&T Center, San Antonio, Teksas Widownia: 18 581 Sędziowie: Joe Crawford, Bennie Adams, Bill Spooner | TNT |

| 23 kwietnia 20:00 | Raport | Dallas Mavericks 113 – 92 San Antonio Spurs                       | Dallas Mavericks 113 – 92 San Antonio Spurs | Dallas Mavericks 113 – 92 San Antonio Spurs                |  | AT&T Center, San Antonio, Teksas Widownia: 18 581 Sędziowie: Dan Crawford, Michael Smith, Derrick Stafford | NBA TV |
| 23 kwietnia 20:00 | Raport | Rezultaty w kwartach: 24–23, 32–28, 32–24, 25–17                  |                                             |                                                            |  | AT&T Center, San Antonio, Teksas Widownia: 18 581 Sędziowie: Dan Crawford, Michael Smith, Derrick Stafford | NBA TV |
| 23 kwietnia 20:00 | Raport | Pkt: Monta Ellis 21 Zb: Dalembert, Blair 7 As: Calderón, Harris 5 |                                             | Pkt: Manu Ginóbili 27 Zb: Tim Duncan 7 As: Manu Ginóbili 4 |  | AT&T Center, San Antonio, Teksas Widownia: 18 581 Sędziowie: Dan Crawford, Michael Smith, Derrick Stafford | NBA TV |

| 26 kwietnia 16:30 | Raport | San Antonio Spurs 108 – 109 Dallas Mavericks               | San Antonio Spurs 108 – 109 Dallas Mavericks | San Antonio Spurs 108 – 109 Dallas Mavericks                    |  | American Airlines Center, Dallas, Teksas Widownia: 20 636 Sędziowie: Tony Brothers, Leroy Richardson, Tom Washington | TNT |
| 26 kwietnia 16:30 | Raport | Rezultaty w kwartach: 34–27, 20–32, 20–18, 34–32           |                                              |                                                                 |  | American Airlines Center, Dallas, Teksas Widownia: 20 636 Sędziowie: Tony Brothers, Leroy Richardson, Tom Washington | TNT |
| 26 kwietnia 16:30 | Raport | Pkt: Tim Duncan 22 Zb: Tiago Splitter 13 As: Tony Parker 6 |                                              | Pkt: Monta Ellis 29 Zb: Samuel Dalembert 10 As: José Calderón 9 |  | American Airlines Center, Dallas, Teksas Widownia: 20 636 Sędziowie: Tony Brothers, Leroy Richardson, Tom Washington | TNT |

| 28 kwietnia 21:30 | Raport | San Antonio Spurs 93 – 89 Dallas Mavericks                         | San Antonio Spurs 93 – 89 Dallas Mavericks | San Antonio Spurs 93 – 89 Dallas Mavericks                     |  | American Airlines Center, Dallas, Teksas Widownia: 20 796 Sędziowie: Scott Foster, Bill Kennedy, Pat Fraher | TNT |
| 28 kwietnia 21:30 | Raport | Rezultaty w kwartach: 18–23, 32–13, 23–29, 20–24                   |                                            |                                                                |  | American Airlines Center, Dallas, Teksas Widownia: 20 796 Sędziowie: Scott Foster, Bill Kennedy, Pat Fraher | TNT |
| 28 kwietnia 21:30 | Raport | Pkt: Manu Ginóbili 23 Zb: Leonard, Splitter 12 As: Manu Ginóbili 5 |                                            | Pkt: Monta Ellis 20 Zb: Samuel Dalembert 15 As: Vince Carter 5 |  | American Airlines Center, Dallas, Teksas Widownia: 20 796 Sędziowie: Scott Foster, Bill Kennedy, Pat Fraher | TNT |

| 30 kwietnia 19:00 | Raport | Dallas Mavericks 103 – 109 San Antonio Spurs                | Dallas Mavericks 103 – 109 San Antonio Spurs | Dallas Mavericks 103 – 109 San Antonio Spurs                 |  | AT&T Center, San Antonio, Teksas Widownia: 18 581 Sędziowie: Mike Callahan, Ron Garretson, Eric Lewis | TNT |
| 30 kwietnia 19:00 | Raport | Rezultaty w kwartach: 26–27, 23–31, 22–21, 32–30            |                                              |                                                              |  | AT&T Center, San Antonio, Teksas Widownia: 18 581 Sędziowie: Mike Callahan, Ron Garretson, Eric Lewis | TNT |
| 30 kwietnia 19:00 | Raport | Pkt: Vince Carter 28 Zb: Dirk Nowitzki 15 As: Monta Ellis 6 |                                              | Pkt: Tony Parker 23 Zb: Splitter, Duncan 12 As: Boris Diaw 6 |  | AT&T Center, San Antonio, Teksas Widownia: 18 581 Sędziowie: Mike Callahan, Ron Garretson, Eric Lewis | TNT |

| 2 maja 20:00 | Raport | San Antonio Spurs 111 – 113 Dallas Mavericks           | San Antonio Spurs 111 – 113 Dallas Mavericks | San Antonio Spurs 111 – 113 Dallas Mavericks                |  | American Airlines Center, Dallas, Teksas Widownia: 20 799 Sędziowie: James Capers, Jason Phillips, Zach Zarba | ESPN |
| 2 maja 20:00 | Raport | Rezultaty w kwartach: 26–34, 26–24, 29–18, 30–37       |                                              |                                                             |  | American Airlines Center, Dallas, Teksas Widownia: 20 799 Sędziowie: James Capers, Jason Phillips, Zach Zarba | ESPN |
| 2 maja 20:00 | Raport | Pkt: Tony Parker 22 Zb: Tim Duncan 9 As: Tony Parker 6 |                                              | Pkt: Monta Ellis 29 Zb: DeJuan Blair 14 As: José Calderón 6 |  | American Airlines Center, Dallas, Teksas Widownia: 20 799 Sędziowie: James Capers, Jason Phillips, Zach Zarba | ESPN |

| 4 maja 15:30 | Raport | Dallas Mavericks 96 – 119 San Antonio Spurs                      | Dallas Mavericks 96 – 119 San Antonio Spurs | Dallas Mavericks 96 – 119 San Antonio Spurs               |  | AT&T Center, San Antonio, Teksas Widownia: 18 581 Sędziowie: Monty McCutchen, Marc Davis, Bennett Salvatore | ABC |
| 4 maja 15:30 | Raport | Rezultaty w kwartach: 23–35, 23–33, 22–26, 28–25                 |                                             |                                                           |  | AT&T Center, San Antonio, Teksas Widownia: 18 581 Sędziowie: Monty McCutchen, Marc Davis, Bennett Salvatore | ABC |
| 4 maja 15:30 | Raport | Pkt: Dirk Nowitzki 22 Zb: Dirk Nowitzki 9 As: Calderón, Carter 4 |                                             | Pkt: Tony Parker 32 Zb: Tim Duncan 8 As: Ginóbili, Diaw 5 |  | AT&T Center, San Antonio, Teksas Widownia: 18 581 Sędziowie: Monty McCutchen, Marc Davis, Bennett Salvatore | ABC |
| 4 maja 15:30 | Raport | San Antonio wygrywa serię 4-3                                    |                                             |                                                           |  | AT&T Center, San Antonio, Teksas Widownia: 18 581 Sędziowie: Monty McCutchen, Marc Davis, Bennett Salvatore | ABC |

Wyniki w sezonie zasadniczym
| 26 grudnia 2013 | Raport | San Antonio Spurs 116 – 107 Dallas Mavericks | San Antonio Spurs 116 – 107 Dallas Mavericks | San Antonio Spurs 116 – 107 Dallas Mavericks |  | American Airlines Center, Dallas, Teksas |

| 8 stycznia 2014 | Raport | Dallas Mavericks 90 – 112 San Antonio Spurs | Dallas Mavericks 90 – 112 San Antonio Spurs | Dallas Mavericks 90 – 112 San Antonio Spurs |  | AT&T Center, San Antonio, Teksas |

| 2 marca 2014 | Raport | Dallas Mavericks 106 – 112 San Antonio Spurs | Dallas Mavericks 106 – 112 San Antonio Spurs | Dallas Mavericks 106 – 112 San Antonio Spurs |  | AT&T Center, San Antonio, Teksas |

| 10 kwietnia 2014 | Raport | San Antonio Spurs 109 – 100 Dallas Mavericks | San Antonio Spurs 109 – 100 Dallas Mavericks | San Antonio Spurs 109 – 100 Dallas Mavericks |  | American Airlines Center, Dallas, Teksas |

Ostatnie spotkanie w Playoff: Pierwsza Runda Konferencji Zachodniej 2010 (San Antonio Spurs zwyciężyli 4-2).

#### (2) Oklahoma City Thunder vs. (7) Memphis Grizzlies
| 19 kwietnia 21:30 | Raport | Memphis Grizzlies 86 – 100 Oklahoma City Thunder              | Memphis Grizzlies 86 – 100 Oklahoma City Thunder | Memphis Grizzlies 86 – 100 Oklahoma City Thunder                 |  | Chesapeake Energy Arena, Oklahoma City, Oklahoma Widownia: 18 203 Sędziowie: Tony Brothers, Tom Washington, David Guthrie | ESPN |
| 19 kwietnia 21:30 | Raport | Rezultaty w kwartach: 16–29, 18–27, 31–13, 21–31              |                                                  |                                                                  |  | Chesapeake Energy Arena, Oklahoma City, Oklahoma Widownia: 18 203 Sędziowie: Tony Brothers, Tom Washington, David Guthrie | ESPN |
| 19 kwietnia 21:30 | Raport | Pkt: Zach Randolph 21 Zb: Zach Randolph 11 As: Mike Conley 11 |                                                  | Pkt: Kevin Durant 33 Zb: Russell Westbrook 10 As: Kevin Durant 7 |  | Chesapeake Energy Arena, Oklahoma City, Oklahoma Widownia: 18 203 Sędziowie: Tony Brothers, Tom Washington, David Guthrie | ESPN |

| 21 kwietnia 20:00 | Raport | Memphis Grizzlies 111 – 105 Oklahoma City Thunder         | Memphis Grizzlies 111 – 105 Oklahoma City Thunder | Memphis Grizzlies 111 – 105 Oklahoma City Thunder                 | OT | Chesapeake Energy Arena, Oklahoma City, Oklahoma Widownia: 18 203 Sędziowie: Mike Callahan, Ron Garretson, Sean Wright | TNT |
| 21 kwietnia 20:00 | Raport | Rezultaty w kwartach: 24–16, 22–27, 22–22, 31–34 OT: 12–6 |                                                   |                                                                   | OT | Chesapeake Energy Arena, Oklahoma City, Oklahoma Widownia: 18 203 Sędziowie: Mike Callahan, Ron Garretson, Sean Wright | TNT |
| 21 kwietnia 20:00 | Raport | Pkt: Zach Randolph 25 Zb: Tony Allen 8 As: Mike Conley 12 |                                                   | Pkt: Kevin Durant 36 Zb: Ibaka, Durant 11 As: Russell Westbrook 8 | OT | Chesapeake Energy Arena, Oklahoma City, Oklahoma Widownia: 18 203 Sędziowie: Mike Callahan, Ron Garretson, Sean Wright | TNT |

| 24 kwietnia 20:00 | Raport | Oklahoma City Thunder 95 – 98 Memphis Grizzlies                          | Oklahoma City Thunder 95 – 98 Memphis Grizzlies | Oklahoma City Thunder 95 – 98 Memphis Grizzlies              | OT | FedEx Forum, Memphis, Tennessee Widownia: 18 119 Sędziowie: Monty McCutchen, John Goble, David Jones | TNT |
| 24 kwietnia 20:00 | Raport | Rezultaty w kwartach: 18–24, 18–20, 25–27, 24–14 OT: 10–13               |                                                 |                                                              | OT | FedEx Forum, Memphis, Tennessee Widownia: 18 119 Sędziowie: Monty McCutchen, John Goble, David Jones | TNT |
| 24 kwietnia 20:00 | Raport | Pkt: Durant, Westbrook 30 Zb: Russell Westbrook 13 As: Durant, Jackson 3 |                                                 | Pkt: Mike Conley 20 Zb: Zach Randolph 10 As: Zach Randolph 6 | OT | FedEx Forum, Memphis, Tennessee Widownia: 18 119 Sędziowie: Monty McCutchen, John Goble, David Jones | TNT |

| 26 kwietnia 21:30 | Raport | Oklahoma City Thunder 92 – 89 Memphis Grizzlies                   | Oklahoma City Thunder 92 – 89 Memphis Grizzlies | Oklahoma City Thunder 92 – 89 Memphis Grizzlies         | OT | FedEx Forum, Memphis, Tennessee Widownia: 18 119 Sędziowie: Dan Crawford, Marc Davis, Bennett Salvatore | ESPN |
| 26 kwietnia 21:30 | Raport | Rezultaty w kwartach: 15–18, 27–17, 22–17, 16–28 OT: 12–9         |                                                 |                                                         | OT | FedEx Forum, Memphis, Tennessee Widownia: 18 119 Sędziowie: Dan Crawford, Marc Davis, Bennett Salvatore | ESPN |
| 26 kwietnia 21:30 | Raport | Pkt: Reggie Jackson 32 Zb: Serge Ibaka 14 As: Russell Westbrook 7 |                                                 | Pkt: Marc Gasol 23 Zb: Tony Allen 13 As: Mike Conley 10 | OT | FedEx Forum, Memphis, Tennessee Widownia: 18 119 Sędziowie: Dan Crawford, Marc Davis, Bennett Salvatore | ESPN |

| 29 kwietnia 21:00 | Raport | Memphis Grizzlies 100 – 99 Oklahoma City Thunder               | Memphis Grizzlies 100 – 99 Oklahoma City Thunder | Memphis Grizzlies 100 – 99 Oklahoma City Thunder                      | OT | Chesapeake Energy Arena, Oklahoma City, Oklahoma Widownia: 18 203 Sędziowie: Joe Crawford, Derrick Stafford, Bill Spooner | TNT |
| 29 kwietnia 21:00 | Raport | Rezultaty w kwartach: 30–25, 25–18, 21–27, 14–20 OT: 10–9      |                                                  |                                                                       | OT | Chesapeake Energy Arena, Oklahoma City, Oklahoma Widownia: 18 203 Sędziowie: Joe Crawford, Derrick Stafford, Bill Spooner | TNT |
| 29 kwietnia 21:00 | Raport | Pkt: Mike Miller 21 Zb: Marc Gasol 15 As: Gasol, Lee, Conley 4 |                                                  | Pkt: Russell Westbrook 30 Zb: Serge Ibaka 11 As: Russell Westbrook 13 | OT | Chesapeake Energy Arena, Oklahoma City, Oklahoma Widownia: 18 203 Sędziowie: Joe Crawford, Derrick Stafford, Bill Spooner | TNT |

| 1 maja 20:00 | Raport | Oklahoma City Thunder 104 – 84 Memphis Grizzlies                 | Oklahoma City Thunder 104 – 84 Memphis Grizzlies | Oklahoma City Thunder 104 – 84 Memphis Grizzlies         |  | FedEx Forum, Memphis, Tennessee Widownia: 18 119 Sędziowie: Ken Mauer, Ed Malloy, Rodney Mott | TNT |
| 1 maja 20:00 | Raport | Rezultaty w kwartach: 25–17, 31–24, 26–20, 22–23                 |                                                  |                                                          |  | FedEx Forum, Memphis, Tennessee Widownia: 18 119 Sędziowie: Ken Mauer, Ed Malloy, Rodney Mott | TNT |
| 1 maja 20:00 | Raport | Pkt: Kevin Durant 36 Zb: Kevin Durant 10 As: Russell Westbrook 5 |                                                  | Pkt: Marc Gasol 17 Zb: Zach Randolph 8 As: Mike Conley 6 |  | FedEx Forum, Memphis, Tennessee Widownia: 18 119 Sędziowie: Ken Mauer, Ed Malloy, Rodney Mott | TNT |

| 3 maja 20:00 | Raport | Memphis Grizzlies 109 – 120 Oklahoma City Thunder      | Memphis Grizzlies 109 – 120 Oklahoma City Thunder | Memphis Grizzlies 109 – 120 Oklahoma City Thunder                      |  | Chesapeake Energy Arena, Oklahoma City, Oklahoma Widownia: 18 203 Sędziowie: Scott Foster, John Goble, Tom Washington | TNT |
| 3 maja 20:00 | Raport | Rezultaty w kwartach: 36–27, 22–34, 23–33, 28–26       |                                                   |                                                                        |  | Chesapeake Energy Arena, Oklahoma City, Oklahoma Widownia: 18 203 Sędziowie: Scott Foster, John Goble, Tom Washington | TNT |
| 3 maja 20:00 | Raport | Pkt: Marc Gasol 24 Zb: Mike Conley 5 As: Mike Conley 9 |                                                   | Pkt: Kevin Durant 33 Zb: Russell Westbrook 10 As: Russell Westbrook 16 |  | Chesapeake Energy Arena, Oklahoma City, Oklahoma Widownia: 18 203 Sędziowie: Scott Foster, John Goble, Tom Washington | TNT |
| 3 maja 20:00 | Raport | Oklahoma City wygrywa serię 4-3                        |                                                   |                                                                        |  | Chesapeake Energy Arena, Oklahoma City, Oklahoma Widownia: 18 203 Sędziowie: Scott Foster, John Goble, Tom Washington | TNT |

Wyniki w sezonie zasadniczym
| 11 grudnia 2013 | Raport | Oklahoma City Thunder 116 – 100 Memphis Grizzlies | Oklahoma City Thunder 116 – 100 Memphis Grizzlies | Oklahoma City Thunder 116 – 100 Memphis Grizzlies |  | FedEx Forum, Memphis, Tennessee |

| 14 stycznia 2014 | Raport | Oklahoma City Thunder 87 – 90 Memphis Grizzlies | Oklahoma City Thunder 87 – 90 Memphis Grizzlies | Oklahoma City Thunder 87 – 90 Memphis Grizzlies |  | FedEx Forum, Memphis, Tennessee |

| 3 lutego 2014 | Raport | Memphis Grizzlies 77 – 86 Oklahoma City Thunder | Memphis Grizzlies 77 – 86 Oklahoma City Thunder | Memphis Grizzlies 77 – 86 Oklahoma City Thunder |  | Chesapeake Energy Arena, Oklahoma City, Oklahoma |

| 28 lutego 2014 | Raport | Memphis Grizzlies 107 – 113 Oklahoma City Thunder | Memphis Grizzlies 107 – 113 Oklahoma City Thunder | Memphis Grizzlies 107 – 113 Oklahoma City Thunder |  | Chesapeake Energy Arena, Oklahoma City, Oklahoma |

Ostatnie spotkanie w Playoff: Półfinał Konferencji Wschodniej 2013 (Memphis zwyciężyli 4-1).

#### (3) Los Angeles Clippers vs. (6) Golden State Warriors
| 19 kwietnia 15:30 | Raport | Golden State Warriors 109 – 105 Los Angeles Clippers     | Golden State Warriors 109 – 105 Los Angeles Clippers | Golden State Warriors 109 – 105 Los Angeles Clippers      |  | Staples Center, Los Angeles, Kalifornia Widownia: 19 339 Sędziowie: Mike Callahan, Ron Garretson, Sean Wright | ESPN |
| 19 kwietnia 15:30 | Raport | Rezultaty w kwartach: 24–29, 28–23, 35–27, 22-26         |                                                      |                                                           |  | Staples Center, Los Angeles, Kalifornia Widownia: 19 339 Sędziowie: Mike Callahan, Ron Garretson, Sean Wright | ESPN |
| 19 kwietnia 15:30 | Raport | Pkt: Klay Thompson 21 Zb: David Lee As: Stephen Curry 13 |                                                      | Pkt: Chris Paul 28 Zb: DeAndre Jordan 14 As: Chris Paul 8 |  | Staples Center, Los Angeles, Kalifornia Widownia: 19 339 Sędziowie: Mike Callahan, Ron Garretson, Sean Wright | ESPN |

| 21 kwietnia 22:30 | Raport | Golden State Warriors 98 – 138 Los Angeles Clippers              | Golden State Warriors 98 – 138 Los Angeles Clippers | Golden State Warriors 98 – 138 Los Angeles Clippers              |  | Staples Center, Los Angeles, Kalifornia Widownia: 19 570 Sędziowie: Tony Brothers, David Guthrie, Rodney Mott | TNT |
| 21 kwietnia 22:30 | Raport | Rezultaty w kwartach: 20-31, 21-36, 32-38, 25-33                 |                                                     |                                                                  |  | Staples Center, Los Angeles, Kalifornia Widownia: 19 570 Sędziowie: Tony Brothers, David Guthrie, Rodney Mott | TNT |
| 21 kwietnia 22:30 | Raport | Pkt: Stephen Curry 24 Zb: Barnes, Speights 6 As: Stephen Curry 8 |                                                     | Pkt: Blake Griffin 35 Zb: DeAndre Jordan 9 As: Paul, Collison 10 |  | Staples Center, Los Angeles, Kalifornia Widownia: 19 570 Sędziowie: Tony Brothers, David Guthrie, Rodney Mott | TNT |

| 24 kwietnia 22:30 | Raport | Los Angeles Clippers 98 – 96 Golden State Warriors            | Los Angeles Clippers 98 – 96 Golden State Warriors | Los Angeles Clippers 98 – 96 Golden State Warriors               |  | Oracle Arena, Oakland, Kalifornia Widownia: 19 596 Sędziowie: Ken Mauer, Eric Lewis, Ed Malloy | TNT |
| 24 kwietnia 22:30 | Raport | Rezultaty w kwartach: 24–21, 22-22, 29–21, 23–32              |                                                    |                                                                  |  | Oracle Arena, Oakland, Kalifornia Widownia: 19 596 Sędziowie: Ken Mauer, Eric Lewis, Ed Malloy | TNT |
| 24 kwietnia 22:30 | Raport | Pkt: Blake Griffin 32 Zb: DeAndre Jordan 21 As: Chris Paul 10 |                                                    | Pkt: Klay Thompson 26 Zb: Draymond Green 11 As: Stephen Curry 15 |  | Oracle Arena, Oakland, Kalifornia Widownia: 19 596 Sędziowie: Ken Mauer, Eric Lewis, Ed Malloy | TNT |

| 27 kwietnia 15:30 | Raport | Los Angeles Clippers 97 – 118 Golden State Warriors           | Los Angeles Clippers 97 – 118 Golden State Warriors | Los Angeles Clippers 97 – 118 Golden State Warriors            |  | Oracle Arena, Oakland, Kalifornia Widownia: 19 596 Sędziowie: Joe Crawford, Sean Corbin, Derrick Stafford | ABC |
| 27 kwietnia 15:30 | Raport | Rezultaty w kwartach: 24–39, 24–27, 23-23, 26–29              |                                                     |                                                                |  | Oracle Arena, Oakland, Kalifornia Widownia: 19 596 Sędziowie: Joe Crawford, Sean Corbin, Derrick Stafford | ABC |
| 27 kwietnia 15:30 | Raport | Pkt: Jamal Crawford 26 Zb: Griffin, Jordan 6 As: Chris Paul 6 |                                                     | Pkt: Stephen Curry 33 Zb: Stephen Curry 7 As: Andre Iguodala 9 |  | Oracle Arena, Oakland, Kalifornia Widownia: 19 596 Sędziowie: Joe Crawford, Sean Corbin, Derrick Stafford | ABC |

| 29 kwietnia 22:30 | Raport | Golden State Warriors 103 – 113 Los Angeles Clippers             | Golden State Warriors 103 – 113 Los Angeles Clippers | Golden State Warriors 103 – 113 Los Angeles Clippers          |  | Staples Center, Los Angeles, Kalifornia Widownia: 19 657 Sędziowie: James Capers, Jason Phillips, Zach Zarba | TNT |
| 29 kwietnia 22:30 | Raport | Rezultaty w kwartach: 21–31, 29–24, 22-22, 31-36                 |                                                      |                                                               |  | Staples Center, Los Angeles, Kalifornia Widownia: 19 657 Sędziowie: James Capers, Jason Phillips, Zach Zarba | TNT |
| 29 kwietnia 22:30 | Raport | Pkt: Klay Thompson 21 Zb: Draymond Green 11 As: Andre Iguodala 8 |                                                      | Pkt: DeAndre Jordan 25 Zb: DeAndre Jordan 18 As: Chris Paul 7 |  | Staples Center, Los Angeles, Kalifornia Widownia: 19 657 Sędziowie: James Capers, Jason Phillips, Zach Zarba | TNT |

| 1 maja 22:30 | Raport | Los Angeles Clippers 99 – 100 Golden State Warriors           | Los Angeles Clippers 99 – 100 Golden State Warriors | Los Angeles Clippers 99 – 100 Golden State Warriors             |  | Oracle Arena, Oakland, Kalifornia Widownia: 19 596 Sędziowie: Monty McCutchen, John Goble, Bill Spooner | TNT |
| 1 maja 22:30 | Raport | Rezultaty w kwartach: 25-25, 26-23, 16-22, 32-30              |                                                     |                                                                 |  | Oracle Arena, Oakland, Kalifornia Widownia: 19 596 Sędziowie: Monty McCutchen, John Goble, Bill Spooner | TNT |
| 1 maja 22:30 | Raport | Pkt: Jamal Crawford 19 Zb: DeAndre Jordan 19 As: Chris Paul 8 |                                                     | Pkt: Stephen Curry 24 Zb: Draymond Green 14 As: Stephen Curry 9 |  | Oracle Arena, Oakland, Kalifornia Widownia: 19 596 Sędziowie: Monty McCutchen, John Goble, Bill Spooner | TNT |

| 3 maja 22:30 | Raport | Golden State Warriors 121 – 126 Los Angeles Clippers       | Golden State Warriors 121 – 126 Los Angeles Clippers | Golden State Warriors 121 – 126 Los Angeles Clippers          |  | Staples Center, Los Angeles, Kalifornia Widownia: 19 543 Sędziowie: Ken Mauer, David Jones, Ed Malloy | TNT |
| 3 maja 22:30 | Raport | Rezultaty w kwartach: 32-22, 32-34, 20-31, 37-39           |                                                      |                                                               |  | Staples Center, Los Angeles, Kalifornia Widownia: 19 543 Sędziowie: Ken Mauer, David Jones, Ed Malloy | TNT |
| 3 maja 22:30 | Raport | Pkt: Stephen Curry 33 Zb: David Lee 13 As: Stephen Curry 9 |                                                      | Pkt: Blake Griffin 24 Zb: DeAndre Jordan 18 As: Chris Paul 14 |  | Staples Center, Los Angeles, Kalifornia Widownia: 19 543 Sędziowie: Ken Mauer, David Jones, Ed Malloy | TNT |
| 3 maja 22:30 | Raport | L.A. Clippers wygrywa serię 4-3                            |                                                      |                                                               |  | Staples Center, Los Angeles, Kalifornia Widownia: 19 543 Sędziowie: Ken Mauer, David Jones, Ed Malloy | TNT |

Wyniki w sezonie zasadniczym
| 31 października 2013 | Raport | Golden State Warriors 115 – 126 Los Angeles Clippers | Golden State Warriors 115 – 126 Los Angeles Clippers | Golden State Warriors 115 – 126 Los Angeles Clippers |  | Staples Center, Los Angeles, Kalifornia |

| 25 grudnia 2013 | Raport | Los Angeles Clippers 103 – 105 Golden State Warriors | Los Angeles Clippers 103 – 105 Golden State Warriors | Los Angeles Clippers 103 – 105 Golden State Warriors |  | Oracle Arena, Oakland, Kalifornia |

| 30 stycznia 2014 | Raport | Los Angeles Clippers 92 – 111 Golden State Warriors | Los Angeles Clippers 92 – 111 Golden State Warriors | Los Angeles Clippers 92 – 111 Golden State Warriors |  | Oracle Arena, Oakland, Kalifornia |

| 12 marca 2014 | Raport | Golden State Warriors 98 – 111 Los Angeles Clippers | Golden State Warriors 98 – 111 Los Angeles Clippers | Golden State Warriors 98 – 111 Los Angeles Clippers |  | Staples Center, Los Angeles, Kalifornia |

Ostatnie spotkanie w Playoff: Pierwsze spotkanie pomiędzy Clippers i Warriors.

#### (4) Houston Rockets vs. (5) Portland Trail Blazers
| 20 kwietnia 21:30 | Raport | Portland Trail Blazers 122 – 120 Houston Rockets                        | Portland Trail Blazers 122 – 120 Houston Rockets | Portland Trail Blazers 122 – 120 Houston Rockets               | OT | Toyota Center, Houston, Teksas Widownia: 18 240 Sędziowie: Scott Foster, Bennett Salvatore, Derrick Stafford | TNT |
| 20 kwietnia 21:30 | Raport | Rezultaty w kwartach: 27–20, 21–29, 25–30, 33–27 OT: 16–14              |                                                  |                                                                | OT | Toyota Center, Houston, Teksas Widownia: 18 240 Sędziowie: Scott Foster, Bennett Salvatore, Derrick Stafford | TNT |
| 20 kwietnia 21:30 | Raport | Pkt: LaMarcus Aldridge 46 Zb: LaMarcus Aldridge 18 As: Damian Lillard 5 |                                                  | Pkt: Harden, Howard 27 Zb: Dwight Howard 15 As: James Harden 6 | OT | Toyota Center, Houston, Teksas Widownia: 18 240 Sędziowie: Scott Foster, Bennett Salvatore, Derrick Stafford | TNT |

| 23 kwietnia 21:30 | Raport | Portland Trail Blazers 112 – 105 Houston Rockets                   | Portland Trail Blazers 112 – 105 Houston Rockets | Portland Trail Blazers 112 – 105 Houston Rockets            |  | Toyota Center, Houston, Teksas Widownia: 18 331 Sędziowie: James Capers, Jason Phillips, Zach Zarba | TNT |
| 23 kwietnia 21:30 | Raport | Rezultaty w kwartach: 23–31, 30–22, 30–24, 29–28                   |                                                  |                                                             |  | Toyota Center, Houston, Teksas Widownia: 18 331 Sędziowie: James Capers, Jason Phillips, Zach Zarba | TNT |
| 23 kwietnia 21:30 | Raport | Pkt: LaMarcus Aldridge 43 Zb: Robin Lopez 10 As: Damian Lillard 11 |                                                  | Pkt: Dwight Howard 32 Zb: Dwight Howard 14 As: Jeremy Lin 5 |  | Toyota Center, Houston, Teksas Widownia: 18 331 Sędziowie: James Capers, Jason Phillips, Zach Zarba | TNT |

| 25 kwietnia 22:30 | Raport | Houston Rockets 121 – 116 Portland Trail Blazers            | Houston Rockets 121 – 116 Portland Trail Blazers | Houston Rockets 121 – 116 Portland Trail Blazers                     | OT | Moda Center, Portland, Oregon Widownia: 20 302 Sędziowie: Joe Crawford, Sean Corbin, Bill Spooner | ESPN |
| 25 kwietnia 22:30 | Raport | Rezultaty w kwartach: 35–24, 19–31, 27–23, 29–32 OT: 11–6   |                                                  |                                                                      | OT | Moda Center, Portland, Oregon Widownia: 20 302 Sędziowie: Joe Crawford, Sean Corbin, Bill Spooner | ESPN |
| 25 kwietnia 22:30 | Raport | Pkt: James Harden 37 Zb: Dwight Howard 14 As: Harden, Lin 6 |                                                  | Pkt: Damian Lillard 30 Zb: LaMarcus Aldridge 10 As: Damian Lillard 6 | OT | Moda Center, Portland, Oregon Widownia: 20 302 Sędziowie: Joe Crawford, Sean Corbin, Bill Spooner | ESPN |

| 27 kwietnia 21:30 | Raport | Houston Rockets 120 – 123 Portland Trail Blazers             | Houston Rockets 120 – 123 Portland Trail Blazers | Houston Rockets 120 – 123 Portland Trail Blazers                  | OT | Moda Center, Portland, Oregon Widownia: 20 246 Sędziowie: Ken Mauer, Eric Lewis, Ed Malloy | TNT |
| 27 kwietnia 21:30 | Raport | Rezultaty w kwartach: 29–23, 32–28, 23–28, 22–27 OT: 14–17   |                                                  |                                                                   | OT | Moda Center, Portland, Oregon Widownia: 20 246 Sędziowie: Ken Mauer, Eric Lewis, Ed Malloy | TNT |
| 27 kwietnia 21:30 | Raport | Pkt: James Harden 28 Zb: Dwight Howard 14 As: James Harden 6 |                                                  | Pkt: LaMarcus Aldridge 29 Zb: Robin Lopez 11 As: Damian Lillard 8 | OT | Moda Center, Portland, Oregon Widownia: 20 246 Sędziowie: Ken Mauer, Eric Lewis, Ed Malloy | TNT |

| 30 kwietnia 21:30 | Raport | Portland Trail Blazers 98 – 108 Houston Rockets                             | Portland Trail Blazers 98 – 108 Houston Rockets | Portland Trail Blazers 98 – 108 Houston Rockets           |  | Toyota Center, Houston, Teksas Widownia: 18 230 Sędziowie: Dan Crawford, David Jones, Michael Smith | TNT |
| 30 kwietnia 21:30 | Raport | Rezultaty w kwartach: 27-30, 21-26, 29-26, 21-26                            |                                                 |                                                           |  | Toyota Center, Houston, Teksas Widownia: 18 230 Sędziowie: Dan Crawford, David Jones, Michael Smith | TNT |
| 30 kwietnia 21:30 | Raport | Pkt: Wesley Matthews 27 Zb: Lillard, Lopez, Aldridge 8 As: Damian Lillard 7 |                                                 | Pkt: Dwight Howard 22 Zb: Omer Asik 15 As: James Harden 7 |  | Toyota Center, Houston, Teksas Widownia: 18 230 Sędziowie: Dan Crawford, David Jones, Michael Smith | TNT |

| 2 maja 22:30 | Raport | Houston Rockets 98 – 99 Portland Trail Blazers                  | Houston Rockets 98 – 99 Portland Trail Blazers | Houston Rockets 98 – 99 Portland Trail Blazers                         |  | Moda Center, Portland, Oregon Widownia: 20 204 Sędziowie: Mike Callahan, Ron Garretson, Bill Kennedy | ESPN |
| 2 maja 22:30 | Raport | Rezultaty w kwartach: 29–28, 29–28, 21–22, 19–21                |                                                |                                                                        |  | Moda Center, Portland, Oregon Widownia: 20 204 Sędziowie: Mike Callahan, Ron Garretson, Bill Kennedy | ESPN |
| 2 maja 22:30 | Raport | Pkt: James Harden 34 Zb: Chandler Parsons 12 As: James Harden 6 |                                                | Pkt: LaMarcus Aldridge 30 Zb: LaMarcus Aldridge 13 As: Nicolas Batum 7 |  | Moda Center, Portland, Oregon Widownia: 20 204 Sędziowie: Mike Callahan, Ron Garretson, Bill Kennedy | ESPN |
| 2 maja 22:30 | Raport | Portland wygrywa serię 4-2                                      |                                                |                                                                        |  | Moda Center, Portland, Oregon Widownia: 20 204 Sędziowie: Mike Callahan, Ron Garretson, Bill Kennedy | ESPN |

Wyniki w sezonie zasadniczym
| 5 listopada 2013 | Raport | Houston Rockets 116 – 101 Portland Trail Blazers | Houston Rockets 116 – 101 Portland Trail Blazers | Houston Rockets 116 – 101 Portland Trail Blazers |  | Moda Center, Portland, Oregon |

| 12 grudnia 2013 | Raport | Houston Rockets 104 – 111 Portland Trail Blazers | Houston Rockets 104 – 111 Portland Trail Blazers | Houston Rockets 104 – 111 Portland Trail Blazers |  | Moda Center, Portland, Oregon |

| 20 stycznia 2014 | Raport | Portland Trail Blazers 113 – 126 Houston Rockets | Portland Trail Blazers 113 – 126 Houston Rockets | Portland Trail Blazers 113 – 126 Houston Rockets |  | Toyota Center, Houston, Teksas |

| 9 marca 2014 | Raport | Portland Trail Blazers 113 – 118 Houston Rockets | Portland Trail Blazers 113 – 118 Houston Rockets | Portland Trail Blazers 113 – 118 Houston Rockets |  | Toyota Center, Houston, Teksas |

Ostatnie spotkanie w Playoff: Pierwsza Runda Konferencji Zachodniej 2009 (Houston zwyciężyli 4-2).

### Półfinały Konferencji

#### (1) San Antonio Spurs vs. (5) Portland Trail Blazers
| 6 maja 21:30 | Raport | Portland Trail Blazers 92 – 116 San Antonio Spurs                    | Portland Trail Blazers 92 – 116 San Antonio Spurs | Portland Trail Blazers 92 – 116 San Antonio Spurs       |  | AT&T Center, San Antonio, Teksas Widownia: 18 581 Sędziowie: Tony Brothers, Tony Brown, Tom Washington | TNT |
| 6 maja 21:30 | Raport | Rezultaty w kwartach: 16–29, 23–36, 26–25, 27–26                     |                                                   |                                                         |  | AT&T Center, San Antonio, Teksas Widownia: 18 581 Sędziowie: Tony Brothers, Tony Brown, Tom Washington | TNT |
| 6 maja 21:30 | Raport | Pkt: LaMarcus Aldridge 32 Zb: LaMarcus Aldridge 14 As: Mo Williams 4 |                                                   | Pkt: Tony Parker 33 Zb: Tim Duncan 11 As: Tony Parker 9 |  | AT&T Center, San Antonio, Teksas Widownia: 18 581 Sędziowie: Tony Brothers, Tony Brown, Tom Washington | TNT |

| 8 maja 21:30 | Raport | Portland Trail Blazers 97 – 114 San Antonio Spurs                   | Portland Trail Blazers 97 – 114 San Antonio Spurs | Portland Trail Blazers 97 – 114 San Antonio Spurs              |  | AT&T Center, San Antonio, Teksas Widownia: 18 581 Sędziowie: Joe Crawford, Bill Spooner, Derrick Stafford | ESPN2 |
| 8 maja 21:30 | Raport | Rezultaty w kwartach: 26–29, 25–41, 20–17, 26–27                    |                                                   |                                                                |  | AT&T Center, San Antonio, Teksas Widownia: 18 581 Sędziowie: Joe Crawford, Bill Spooner, Derrick Stafford | ESPN2 |
| 8 maja 21:30 | Raport | Pkt: Nicolas Batum 21 Zb: LaMarcus Aldridge 10 As: Damian Lillard 5 |                                                   | Pkt: Kawhi Leonard 20 Zb: Tiago Splitter 10 As: Tony Parker 10 |  | AT&T Center, San Antonio, Teksas Widownia: 18 581 Sędziowie: Joe Crawford, Bill Spooner, Derrick Stafford | ESPN2 |

| 10 maja 22:30 | Raport | San Antonio Spurs 118 – 103 Portland Trail Blazers         | San Antonio Spurs 118 – 103 Portland Trail Blazers | San Antonio Spurs 118 – 103 Portland Trail Blazers                    |  | Moda Center, Portland, Oregon Widownia: 20 321 Sędziowie: Marc Davis, Bennett Salvatore, Dan Crawford | ESPN |
| 10 maja 22:30 | Raport | Rezultaty w kwartach: 28–18, 32–22, 23–29, 35–34           |                                                    |                                                                       |  | Moda Center, Portland, Oregon Widownia: 20 321 Sędziowie: Marc Davis, Bennett Salvatore, Dan Crawford | ESPN |
| 10 maja 22:30 | Raport | Pkt: Tony Parker 29 Zb: Kawhi Leonard 10 As: Tony Parker 6 |                                                    | Pkt: Wesley Matthews 22 Zb: LaMarcus Aldridge 12 As: Damian Lillard 9 |  | Moda Center, Portland, Oregon Widownia: 20 321 Sędziowie: Marc Davis, Bennett Salvatore, Dan Crawford | ESPN |

| 12 maja 22:30 | Raport | San Antonio Spurs 92 – 103 Portland Trail Blazers        | San Antonio Spurs 92 – 103 Portland Trail Blazers | San Antonio Spurs 92 – 103 Portland Trail Blazers               |  | Moda Center, Portland, Oregon Widownia: 20 141 Sędziowie: Ed Malloy, John Goble, Monty McCutchen | TNT |
| 12 maja 22:30 | Raport | Rezultaty w kwartach: 24-29, 24-21, 20-35, 24-18         |                                                   |                                                                 |  | Moda Center, Portland, Oregon Widownia: 20 141 Sędziowie: Ed Malloy, John Goble, Monty McCutchen | TNT |
| 12 maja 22:30 | Raport | Pkt: Tony Parker 14 Zb: Tim Duncan 9 As: Kawhi Leonard 3 |                                                   | Pkt: Damian Lillard 25 Zb: Nicolas Batum 14 As: Nicolas Batum 8 |  | Moda Center, Portland, Oregon Widownia: 20 141 Sędziowie: Ed Malloy, John Goble, Monty McCutchen | TNT |

| 14 maja 21:30 | Raport | Portland Trail Blazers 82 – 104 San Antonio Spurs                    | Portland Trail Blazers 82 – 104 San Antonio Spurs | Portland Trail Blazers 82 – 104 San Antonio Spurs             |  | AT&T Center, San Antonio, Teksas Widownia: 18 581 Sędziowie: Ken Mauer, David Guthrie, Jason Phillips | TNT |
| 14 maja 21:30 | Raport | Rezultaty w kwartach: 19–19, 25–32, 19–26, 19–27                     |                                                   |                                                               |  | AT&T Center, San Antonio, Teksas Widownia: 18 581 Sędziowie: Ken Mauer, David Guthrie, Jason Phillips | TNT |
| 14 maja 21:30 | Raport | Pkt: LaMarcus Aldridge 21 Zb: Nicolas Batum 12 As: Damian Lillard 10 |                                                   | Pkt: Green, Leonard 22 Zb: Danny Green 9 As: Tiago Splitter 7 |  | AT&T Center, San Antonio, Teksas Widownia: 18 581 Sędziowie: Ken Mauer, David Guthrie, Jason Phillips | TNT |
| 14 maja 21:30 | Raport | San Antonio wygrywa serię 4-1                                        |                                                   |                                                               |  | AT&T Center, San Antonio, Teksas Widownia: 18 581 Sędziowie: Ken Mauer, David Guthrie, Jason Phillips | TNT |

Wyniki w sezonie zasadniczym
| 2 listopada 2013 | Raport | San Antonio Spurs 105 – 115 Portland Trail Blazers | San Antonio Spurs 105 – 115 Portland Trail Blazers | San Antonio Spurs 105 – 115 Portland Trail Blazers |  | Moda Center, Portland, Oregon |

| 17 stycznia 2014 | Raport | Portland Trail Blazers 109 – 100 San Antonio Spurs | Portland Trail Blazers 109 – 100 San Antonio Spurs | Portland Trail Blazers 109 – 100 San Antonio Spurs |  | AT&T Center, San Antonio, Teksas |

| 19 lutego 2014 | Raport | San Antonio Spurs 111 – 109 Portland Trail Blazers | San Antonio Spurs 111 – 109 Portland Trail Blazers | San Antonio Spurs 111 – 109 Portland Trail Blazers |  | Moda Center, Portland, Oregon |

| 12 marca 2014 | Raport | Portland Trail Blazers 90 – 103 San Antonio Spurs | Portland Trail Blazers 90 – 103 San Antonio Spurs | Portland Trail Blazers 90 – 103 San Antonio Spurs |  | AT&T Center, San Antonio, Teksas |

Ostatnie spotkanie w Playoff: Finał Konferencji Wschodniej 1999 (San Antonio zwyciężyli 4–0).

#### (2) Oklahoma City Thunder vs. (3) Los Angeles Clippers
| 5 maja 21:30 | Raport | Los Angeles Clippers 112 – 105 Oklahoma City Thunder                | Los Angeles Clippers 112 – 105 Oklahoma City Thunder | Los Angeles Clippers 112 – 105 Oklahoma City Thunder                     |  | Chesapeake Energy Arena, Oklahoma City, Oklahoma Widownia: 18 203 Sędziowie: Dan Crawford, Jason Phillips, Michael Smith | TNT |
| 5 maja 21:30 | Raport | Rezultaty w kwartach: 39–25, 30–27, 35–26, 18–27                    |                                                      |                                                                          |  | Chesapeake Energy Arena, Oklahoma City, Oklahoma Widownia: 18 203 Sędziowie: Dan Crawford, Jason Phillips, Michael Smith | TNT |
| 5 maja 21:30 | Raport | Pkt: Chris Paul 32 Zb: Granger, Griffin, Jordan 5 As: Chris Paul 10 |                                                      | Pkt: Russell Westbrook 29 Zb: Butler, Ibaka, Lamb 6 As: Reggie Jackson 5 |  | Chesapeake Energy Arena, Oklahoma City, Oklahoma Widownia: 18 203 Sędziowie: Dan Crawford, Jason Phillips, Michael Smith | TNT |

| 7 maja 21:30 | Raport | Los Angeles Clippers 101 – 112 Oklahoma City Thunder       | Los Angeles Clippers 101 – 112 Oklahoma City Thunder | Los Angeles Clippers 101 – 112 Oklahoma City Thunder              |  | Chesapeake Energy Arena, Oklahoma City, Oklahoma Widownia: 18 203 Sędziowie: Monty McCutchen, Pat Fraher, David Jones | TNT |
| 7 maja 21:30 | Raport | Rezultaty w kwartach: 28–37, 28–24, 21–33, 24–18           |                                                      |                                                                   |  | Chesapeake Energy Arena, Oklahoma City, Oklahoma Widownia: 18 203 Sędziowie: Monty McCutchen, Pat Fraher, David Jones | TNT |
| 7 maja 21:30 | Raport | Pkt: J.J. Redick 18 Zb: DeAndre Jordan 8 As: Chris Paul 11 |                                                      | Pkt: Kevin Durant 32 Zb: Kevin Durant 12 As: Russell Westbrook 10 |  | Chesapeake Energy Arena, Oklahoma City, Oklahoma Widownia: 18 203 Sędziowie: Monty McCutchen, Pat Fraher, David Jones | TNT |

| 9 maja 22:30 | Raport | Oklahoma City Thunder 118 – 112 Los Angeles Clippers             | Oklahoma City Thunder 118 – 112 Los Angeles Clippers | Oklahoma City Thunder 118 – 112 Los Angeles Clippers          |  | Staples Center, Los Angeles, Kalifornia Widownia: 19 530 Sędziowie: Scott Foster, Sean Corbin, Bill Kennedy | ESPN |
| 9 maja 22:30 | Raport | Rezultaty w kwartach: 29–33, 32–30, 25–27, 32–22                 |                                                      |                                                               |  | Staples Center, Los Angeles, Kalifornia Widownia: 19 530 Sędziowie: Scott Foster, Sean Corbin, Bill Kennedy | ESPN |
| 9 maja 22:30 | Raport | Pkt: Kevin Durant 36 Zb: Steven Adams 9 As: Russell Westbrook 13 |                                                      | Pkt: Blake Griffin 34 Zb: DeAndre Jordan 11 As: Chris Paul 16 |  | Staples Center, Los Angeles, Kalifornia Widownia: 19 530 Sędziowie: Scott Foster, Sean Corbin, Bill Kennedy | ESPN |

| 11 maja 15:30 | Raport | Oklahoma City Thunder 99 – 101 Los Angeles Clippers             | Oklahoma City Thunder 99 – 101 Los Angeles Clippers | Oklahoma City Thunder 99 – 101 Los Angeles Clippers           |  | Staples Center, Los Angeles, Kalifornia Widownia: 19 365 Sędziowie: Mike Callahan, Ron Garretson, Rodney Mott | ABC |
| 11 maja 15:30 | Raport | Rezultaty w kwartach: 32-15, 25-31, 18-17, 24-38                |                                                     |                                                               |  | Staples Center, Los Angeles, Kalifornia Widownia: 19 365 Sędziowie: Mike Callahan, Ron Garretson, Rodney Mott | ABC |
| 11 maja 15:30 | Raport | Pkt: Kevin Durant 40 Zb: Kevin Durant 7 As: Russell Westbrook 8 |                                                     | Pkt: Blake Griffin 25 Zb: DeAndre Jordan 14 As: Chris Paul 10 |  | Staples Center, Los Angeles, Kalifornia Widownia: 19 365 Sędziowie: Mike Callahan, Ron Garretson, Rodney Mott | ABC |

| 13 maja 21:30 | Raport | Los Angeles Clippers 104 – 105 Oklahoma City Thunder         | Los Angeles Clippers 104 – 105 Oklahoma City Thunder | Los Angeles Clippers 104 – 105 Oklahoma City Thunder                  |  | Chesapeake Energy Arena, Oklahoma City, Oklahoma Widownia: 18 203 Sędziowie: Tony Brothers, Bennett Salvatore, Tom Washington | TNT |
| 13 maja 21:30 | Raport | Rezultaty w kwartach: 34–25, 24–27, 28–28, 18–25             |                                                      |                                                                       |  | Chesapeake Energy Arena, Oklahoma City, Oklahoma Widownia: 18 203 Sędziowie: Tony Brothers, Bennett Salvatore, Tom Washington | TNT |
| 13 maja 21:30 | Raport | Pkt: Blake Griffin 24 Zb: Blake Griffin 17 As: Chris Paul 14 |                                                      | Pkt: Russell Westbrook 38 Zb: Kevin Durant 10 As: Russell Westbrook 6 |  | Chesapeake Energy Arena, Oklahoma City, Oklahoma Widownia: 18 203 Sędziowie: Tony Brothers, Bennett Salvatore, Tom Washington | TNT |

| 15 maja 22:30 | Raport | Oklahoma City Thunder 104 – 98 Los Angeles Clippers               | Oklahoma City Thunder 104 – 98 Los Angeles Clippers | Oklahoma City Thunder 104 – 98 Los Angeles Clippers        |  | Staples Center, Los Angeles, Kalifornia Widownia: 19 565 Sędziowie: Monty McCutchen, James Capers, Ed Malloy | ESPN |
| 15 maja 22:30 | Raport | Rezultaty w kwartach: 16–30, 26–20, 30–22, 32–26                  |                                                     |                                                            |  | Staples Center, Los Angeles, Kalifornia Widownia: 19 565 Sędziowie: Monty McCutchen, James Capers, Ed Malloy | ESPN |
| 15 maja 22:30 | Raport | Pkt: Kevin Durant 39 Zb: Kevin Durant 16 As: Russell Westbrook 12 |                                                     | Pkt: Chris Paul 25 Zb: DeAndre Jordan 15 As: Chris Paul 11 |  | Staples Center, Los Angeles, Kalifornia Widownia: 19 565 Sędziowie: Monty McCutchen, James Capers, Ed Malloy | ESPN |
| 15 maja 22:30 | Raport | Oklahoma City wygrywa serię 4–2                                   |                                                     |                                                            |  | Staples Center, Los Angeles, Kalifornia Widownia: 19 565 Sędziowie: Monty McCutchen, James Capers, Ed Malloy | ESPN |

Wyniki w sezonie zasadniczym
| 13 listopada 2013 | Raport | Oklahoma City Thunder 103 – 111 Los Angeles Clippers | Oklahoma City Thunder 103 – 111 Los Angeles Clippers | Oklahoma City Thunder 103 – 111 Los Angeles Clippers |  | Staples Center, Los Angeles, Kalifornia |

| 21 listopada 2013 | Raport | Los Angeles Clippers 91 – 105 Oklahoma City Thunder | Los Angeles Clippers 91 – 105 Oklahoma City Thunder | Los Angeles Clippers 91 – 105 Oklahoma City Thunder |  | Chesapeake Energy Arena, Oklahoma City, Oklahoma |

| 23 lutego 2014 | Raport | Los Angeles Clippers 125 – 117 Oklahoma City Thunder | Los Angeles Clippers 125 – 117 Oklahoma City Thunder | Los Angeles Clippers 125 – 117 Oklahoma City Thunder |  | Chesapeake Energy Arena, Oklahoma City, Oklahoma |

| 9 kwietnia 2014 | Raport | Oklahoma City Thunder 107 – 101 Los Angeles Clippers | Oklahoma City Thunder 107 – 101 Los Angeles Clippers | Oklahoma City Thunder 107 – 101 Los Angeles Clippers |  | Staples Center, Los Angeles, Kalifornia |

Ostatnie spotkanie w Playoff: Pierwsze spotkanie pomiędzy Oklahoma i Clippers.

### Finał Konferencji

#### (1) San Antonio Spurs vs. (2) Oklahoma City Thunder
| 19 maja 21:00 | Raport | Oklahoma City Thunder 105 – 122 San Antonio Spurs                  | Oklahoma City Thunder 105 – 122 San Antonio Spurs | Oklahoma City Thunder 105 – 122 San Antonio Spurs          |  | AT&T Center, San Antonio, Teksas Widownia: 18 581 Sędziowie: Dan Crawford, Marc Davis, Derrick Stafford | TNT |
| 19 maja 21:00 | Raport | Rezultaty w kwartach: 27–30, 32–37, 23–22, 23–33                   |                                                   |                                                            |  | AT&T Center, San Antonio, Teksas Widownia: 18 581 Sędziowie: Dan Crawford, Marc Davis, Derrick Stafford | TNT |
| 19 maja 21:00 | Raport | Pkt: Kevin Durant 28 Zb: Durant, Perkins 9 As: Russell Westbrook 7 |                                                   | Pkt: Tim Duncan 27 Zb: Tiago Splitter 8 As: Tony Parker 12 |  | AT&T Center, San Antonio, Teksas Widownia: 18 581 Sędziowie: Dan Crawford, Marc Davis, Derrick Stafford | TNT |

| 21 maja 21:00 | Raport | Oklahoma City Thunder 77 – 112 San Antonio Spurs                     | Oklahoma City Thunder 77 – 112 San Antonio Spurs | Oklahoma City Thunder 77 – 112 San Antonio Spurs        |  | AT&T Center, San Antonio, Teksas Widownia: 18 581 Sędziowie: Ken Mauer, Ron Garretson, Ed Malloy | TNT |
| 21 maja 21:00 | Raport | Rezultaty w kwartach: 26–24, 18–34, 18–33, 15–21                     |                                                  |                                                         |  | AT&T Center, San Antonio, Teksas Widownia: 18 581 Sędziowie: Ken Mauer, Ron Garretson, Ed Malloy | TNT |
| 21 maja 21:00 | Raport | Pkt: Durant, Westbrook 15 Zb: Steven Adams 8 As: Russell Westbrook 5 |                                                  | Pkt: Tony Parker 22 Zb: Tim Duncan 12 As: Tony Parker 5 |  | AT&T Center, San Antonio, Teksas Widownia: 18 581 Sędziowie: Ken Mauer, Ron Garretson, Ed Malloy | TNT |

| 25 maja 20:30 | Raport | San Antonio Spurs 97 – 106 Oklahoma City Thunder              | San Antonio Spurs 97 – 106 Oklahoma City Thunder | San Antonio Spurs 97 – 106 Oklahoma City Thunder                      |  | Chesapeake Energy Arena, Oklahoma City, Oklahoma Widownia: 18 203 Sędziowie: Scott Foster, Bill Kennedy, Tom Washington | TNT |
| 25 maja 20:30 | Raport | Rezultaty w kwartach: 29–28, 24–29, 23–26, 21–23              |                                                  |                                                                       |  | Chesapeake Energy Arena, Oklahoma City, Oklahoma Widownia: 18 203 Sędziowie: Scott Foster, Bill Kennedy, Tom Washington | TNT |
| 25 maja 20:30 | Raport | Pkt: Manu Ginóbili 23 Zb: Duncan, Splitter 8 As: Boris Diaw 6 |                                                  | Pkt: Russell Westbrook 26 Zb: Kevin Durant 10 As: Russell Westbrook 7 |  | Chesapeake Energy Arena, Oklahoma City, Oklahoma Widownia: 18 203 Sędziowie: Scott Foster, Bill Kennedy, Tom Washington | TNT |

| 27 maja 21:00 | Raport | San Antonio Spurs 92 – 105 Oklahoma City Thunder                | San Antonio Spurs 92 – 105 Oklahoma City Thunder | San Antonio Spurs 92 – 105 Oklahoma City Thunder                           |  | Chesapeake Energy Arena, Oklahoma City, Oklahoma Widownia: 18 203 Sędziowie: Joe Crawford ,Mike Callahan, Jason Phillips | TNT |
| 27 maja 21:00 | Raport | Rezultaty w kwartach: 20–26, 23–32, 24–25, 25–22                |                                                  |                                                                            |  | Chesapeake Energy Arena, Oklahoma City, Oklahoma Widownia: 18 203 Sędziowie: Joe Crawford ,Mike Callahan, Jason Phillips | TNT |
| 27 maja 21:00 | Raport | Pkt: Ginóbili, Parker 14 Zb: Boris Diaw 10 As: Duncan, Parker 4 |                                                  | Pkt: Russell Westbrook 40 Zb: Kendrick Perkins 10 As: Russell Westbrook 10 |  | Chesapeake Energy Arena, Oklahoma City, Oklahoma Widownia: 18 203 Sędziowie: Joe Crawford ,Mike Callahan, Jason Phillips | TNT |

| 29 maja 21:00 | Raport | Oklahoma City Thunder 89 – 117 San Antonio Spurs                    | Oklahoma City Thunder 89 – 117 San Antonio Spurs | Oklahoma City Thunder 89 – 117 San Antonio Spurs         |  | AT&T Center, San Antonio, Teksas Widownia: 18 581 Sędziowie: Monty McCutchen, Tony Brothers, John Goble | TNT |
| 29 maja 21:00 | Raport | Rezultaty w kwartach: 32–32, 23–33, 19–29, 15–23                    |                                                  |                                                          |  | AT&T Center, San Antonio, Teksas Widownia: 18 581 Sędziowie: Monty McCutchen, Tony Brothers, John Goble | TNT |
| 29 maja 21:00 | Raport | Pkt: Kevin Durant 25 Zb: Kendrick Perkins 6 As: Russell Westbrook 7 |                                                  | Pkt: Tim Duncan 22 Zb: Tim Duncan 12 As: Manu Ginóbili 6 |  | AT&T Center, San Antonio, Teksas Widownia: 18 581 Sędziowie: Monty McCutchen, Tony Brothers, John Goble | TNT |

| 31 maja 20:30 | Raport | San Antonio Spurs 112 – 107 Oklahoma City Thunder         | San Antonio Spurs 112 – 107 Oklahoma City Thunder | San Antonio Spurs 112 – 107 Oklahoma City Thunder                     | OT | Chesapeake Energy Arena, Oklahoma City, Oklahoma Widownia: 18 203 Sędziowie: Dan Crawford, James Capers, Zach Zarba | TNT |
| 31 maja 20:30 | Raport | Rezultaty w kwartach: 20–23, 22–26, 37–20, 22–32 OT: 11–6 |                                                   |                                                                       | OT | Chesapeake Energy Arena, Oklahoma City, Oklahoma Widownia: 18 203 Sędziowie: Dan Crawford, James Capers, Zach Zarba | TNT |
| 31 maja 20:30 | Raport | Pkt: Boris Diaw 26 Zb: Tim Duncan 15 As: Manu Ginóbili 5  |                                                   | Pkt: Russell Westbrook 34 Zb: Kevin Durant 14 As: Russell Westbrook 8 | OT | Chesapeake Energy Arena, Oklahoma City, Oklahoma Widownia: 18 203 Sędziowie: Dan Crawford, James Capers, Zach Zarba | TNT |
| 31 maja 20:30 | Raport | San Antonio wygrywa serię 4-2                             |                                                   |                                                                       | OT | Chesapeake Energy Arena, Oklahoma City, Oklahoma Widownia: 18 203 Sędziowie: Dan Crawford, James Capers, Zach Zarba | TNT |

Wyniki w sezonie zasadniczym
| 27 listopada 2013 | Raport | San Antonio Spurs 88 – 94 Oklahoma City Thunder | San Antonio Spurs 88 – 94 Oklahoma City Thunder | San Antonio Spurs 88 – 94 Oklahoma City Thunder |  | Chesapeake Energy Arena, Oklahoma City, Oklahoma |

| 21 grudnia 2013 | Raport | Oklahoma City Thunder 113 – 110 San Antonio Spurs | Oklahoma City Thunder 113 – 110 San Antonio Spurs | Oklahoma City Thunder 113 – 110 San Antonio Spurs |  | AT&T Center, San Antonio, Teksas |

| 22 stycznia 2014 | Raport | Oklahoma City Thunder 111 – 105 San Antonio Spurs | Oklahoma City Thunder 111 – 105 San Antonio Spurs | Oklahoma City Thunder 111 – 105 San Antonio Spurs |  | AT&T Center, San Antonio, Teksas |

| 3 kwietnia 2014 | Raport | San Antonio Spurs 94 – 106 Oklahoma City Thunder | San Antonio Spurs 94 – 106 Oklahoma City Thunder | San Antonio Spurs 94 – 106 Oklahoma City Thunder |  | Chesapeake Energy Arena, Oklahoma City, Oklahoma |

Ostatnie spotkanie w Playoff: Finał Konferencji Zachdoniej 2012 (Oklahoma City Thunder zwyciężyli 4-2).

## Finał NBA

### (W2) Miami Heat vs. (Z1) San Antonio Spurs
| 5 czerwca 20:00 | Raport | Miami Heat 95 – 110 San Antonio Spurs                   | Miami Heat 95 – 110 San Antonio Spurs | Miami Heat 95 – 110 San Antonio Spurs                       |  | AT&T Center, San Antonio, Teksas Widownia: 18 581 Sędziowie: Scott Foster, Marc Davis, Ken Mauer | ABC |
| 5 czerwca 20:00 | Raport | Rezultaty w kwartach: 20–26, 29–28, 29–20, 17–36        |                                       |                                                             |  | AT&T Center, San Antonio, Teksas Widownia: 18 581 Sędziowie: Scott Foster, Marc Davis, Ken Mauer | ABC |
| 5 czerwca 20:00 | Raport | Pkt: LeBron James 25 Zb: Chris Bosh 9 As: Norris Cole 5 |                                       | Pkt: Tim Duncan 21 Zb: Duncan, Diaw 10 As: Manu Ginobili 11 |  | AT&T Center, San Antonio, Teksas Widownia: 18 581 Sędziowie: Scott Foster, Marc Davis, Ken Mauer | ABC |

| 8 czerwca 20:30 | Raport | Miami Heat 98 – 96 San Antonio Spurs                          | Miami Heat 98 – 96 San Antonio Spurs | Miami Heat 98 – 96 San Antonio Spurs                    |  | AT&T Center, San Antonio, Teksas Widownia: 18 581 Sędziowie: Dan Crawford, James Capers, Jason Phillips | ABC |
| 8 czerwca 20:30 | Raport | Rezultaty w kwartach: 19–26, 24–17, 34–35, 21–18              |                                      |                                                         |  | AT&T Center, San Antonio, Teksas Widownia: 18 581 Sędziowie: Dan Crawford, James Capers, Jason Phillips | ABC |
| 8 czerwca 20:30 | Raport | Pkt: LeBron James 35 Zb: LeBron James 10 As: Chalmers, Wade 4 |                                      | Pkt: Tony Parker 21 Zb: Tim Duncan 15 As: Tony Parker 7 |  | AT&T Center, San Antonio, Teksas Widownia: 18 581 Sędziowie: Dan Crawford, James Capers, Jason Phillips | ABC |

| 10 czerwca 21:00 | Raport | San Antonio Spurs 111 – 92 Miami Heat                      | San Antonio Spurs 111 – 92 Miami Heat | San Antonio Spurs 111 – 92 Miami Heat                        |  | American Airlines Arena, Miami, Floryda Widownia: 19 900 Sędziowie: Monty McCutchen, Tony Brothers, Zach Zarba | ABC |
| 10 czerwca 21:00 | Raport | Rezultaty w kwartach: 41–25, 30–25, 15–25, 25–17           |                                       |                                                              |  | American Airlines Arena, Miami, Floryda Widownia: 19 900 Sędziowie: Monty McCutchen, Tony Brothers, Zach Zarba | ABC |
| 10 czerwca 21:00 | Raport | Pkt: Kawhi Leonard 29 Zb: Tim Duncan 6 As: Parker, Mills 4 |                                       | Pkt: James, Wade 22 Zb: James, Andersen 5 As: LeBron James 7 |  | American Airlines Arena, Miami, Floryda Widownia: 19 900 Sędziowie: Monty McCutchen, Tony Brothers, Zach Zarba | ABC |

| 12 czerwca 21:00 | Raport | San Antonio Spurs 107 – 86 Miami Heat                       | San Antonio Spurs 107 – 86 Miami Heat | San Antonio Spurs 107 – 86 Miami Heat                        |  | American Airlines Arena, Miami, Floryda Widownia: 19 900 Sędziowie: Joe Crawford, Mike Callahan, Tom Washington | ABC |
| 12 czerwca 21:00 | Raport | Rezultaty w kwartach: 26–17, 29–19, 26–21, 26–29            |                                       |                                                              |  | American Airlines Arena, Miami, Floryda Widownia: 19 900 Sędziowie: Joe Crawford, Mike Callahan, Tom Washington | ABC |
| 12 czerwca 21:00 | Raport | Pkt: Kawhi Leonard 20 Zb: Kawhi Leonard 14 As: Boris Diaw 9 |                                       | Pkt: LeBron James 28 Zb: LeBron James 8 As: Mario Chalmers 5 |  | American Airlines Arena, Miami, Floryda Widownia: 19 900 Sędziowie: Joe Crawford, Mike Callahan, Tom Washington | ABC |

| 15 czerwca 20:30 | Raport | Miami Heat 87 – 104 San Antonio Spurs                       | Miami Heat 87 – 104 San Antonio Spurs | Miami Heat 87 – 104 San Antonio Spurs                       |  | AT&T Center, San Antonio, Teksas Widownia: 18 581 Sędziowie: Scott Foster, Marc Davis, Ken Mauer | ABC |
| 15 czerwca 20:30 | Raport | Rezultaty w kwartach: 29–22, 11–25, 18–30, 29–27            |                                       |                                                             |  | AT&T Center, San Antonio, Teksas Widownia: 18 581 Sędziowie: Scott Foster, Marc Davis, Ken Mauer | ABC |
| 15 czerwca 20:30 | Raport | Pkt: LeBron James 31 Zb: LeBron James 10 As: LeBron James 5 |                                       | Pkt: Kawhi Leonard 22 Zb: Kawhi Leonard 10 As: Boris Diaw 6 |  | AT&T Center, San Antonio, Teksas Widownia: 18 581 Sędziowie: Scott Foster, Marc Davis, Ken Mauer | ABC |
| 15 czerwca 20:30 | Raport | San Antonio Spurs wygrawa serię 4-1 i zostaje mistrzem NBA  |                                       |                                                             |  | AT&T Center, San Antonio, Teksas Widownia: 18 581 Sędziowie: Scott Foster, Marc Davis, Ken Mauer | ABC |

Wyniki w sezonie zasadniczym
| 26 stycznia 2014 | Raport | San Antonio Spurs 101 – 113 Miami Heat | San Antonio Spurs 101 – 113 Miami Heat | San Antonio Spurs 101 – 113 Miami Heat |  | American Airlines Arena, Miami, Floryda |

| 6 marca 2014 | Raport | Miami Heat 87 – 111 San Antonio Spurs | Miami Heat 87 – 111 San Antonio Spurs | Miami Heat 87 – 111 San Antonio Spurs |  | AT&T Center, San Antonio, Teksas |

Ostatnie spotkanie w Playoff: Finał NBA 2013 (Miami zwyciężyli 4-3).

## Statystyki
| Kategoria  | Najwyższy rezultat           | Najwyższy rezultat                         | Najwyższy rezultat | Średnia       | Średnia               | Średnia | Średnia       |
| Kategoria  | Zawodnik                     | Drużyna                                    | Razem              | Zawodnik      | Drużyna               | Średnia | Liczba meczów |
| ---------- | ---------------------------- | ------------------------------------------ | ------------------ | ------------- | --------------------- | ------- | ------------- |
| Punkty     | LeBron James                 | Miami Heat                                 | 49                 | Kevin Durant  | Oklahoma City Thunder | 29,6    | 19            |
| Zbiórki    | DeAndre Jordan               | Los Angeles Clippers                       | 22                 | Dwight Howard | Houston Rockets       | 13,7    | 6             |
| Asysty     | Russell Westbrook Chris Paul | Oklahoma City Thunder Los Angeles Clippers | 16                 | Chris Paul    | Los Angeles Clippers  | 10,4    | 13            |
| Przechwyty | Paul George Manu Ginóbili    | Indiana Pacers San Antonio Spurs           | 6                  | Chris Paul    | Los Angeles Clippers  | 2,9     | 13            |
| Bloki      | David West                   | Indiana Pacers                             | 6                  | Dwight Howard | Houston Rockets       | 2,8     | 6             |